# Vegetarismus

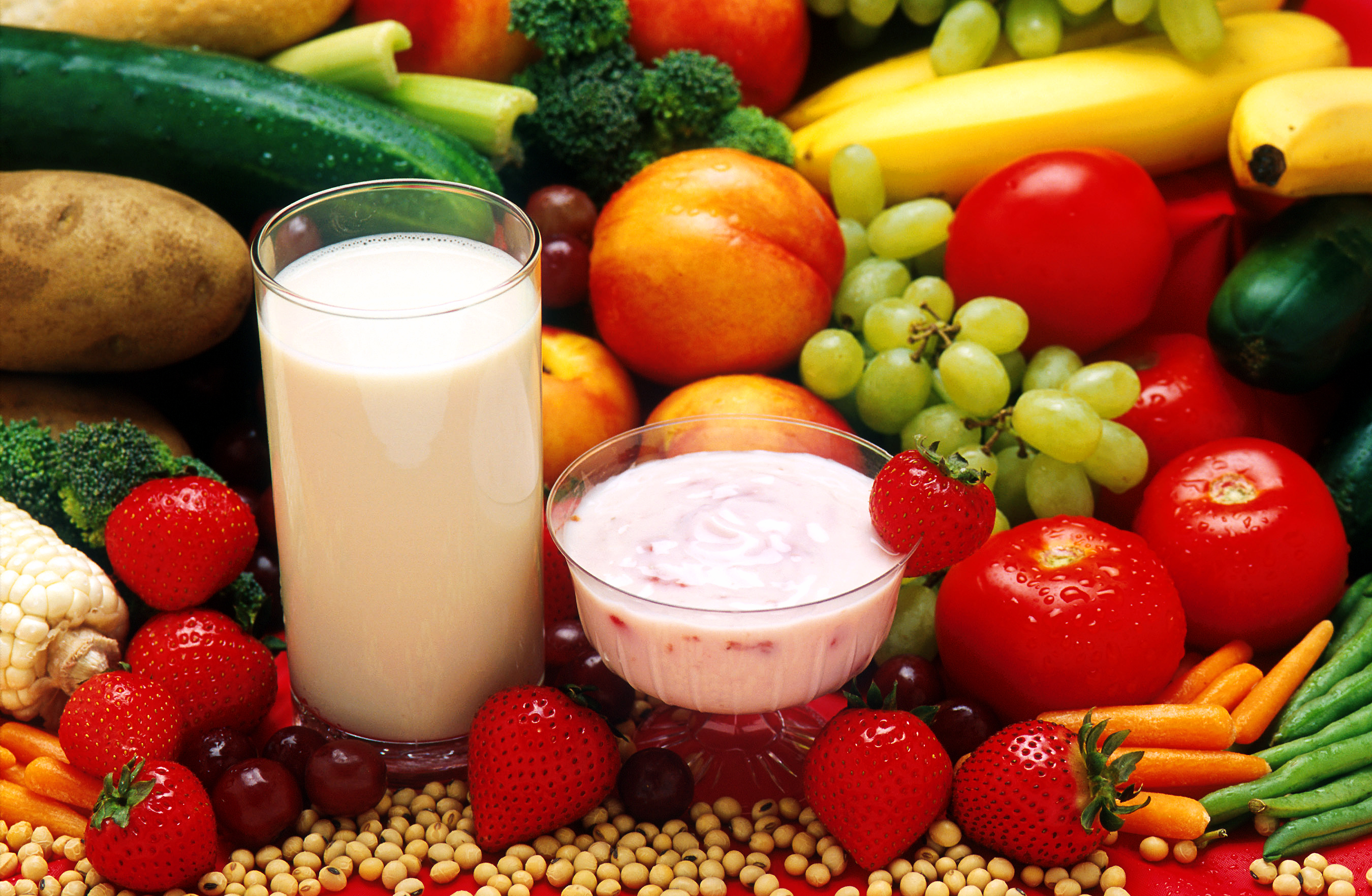
Vegetarische Lebensmittel: Fettarmer Joghurt, Sojamilch, Getreide, Obst und rohes Gemüse

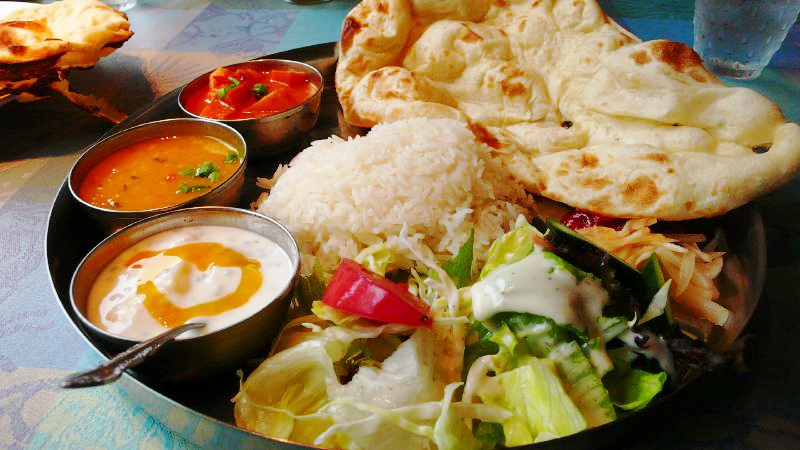
Eine vegetarische Mahlzeit aus der indischen Küche, in der vegetarische Gerichte weit verbreitet sind, allen voran Dal Bhat

Vegetarismus (von lateinisch vegetare „beleben, gesund erhalten, leben, grünen“) bezeichnet eine Ernährungs- und Lebensweise, welche Nahrungsmittel meidet, die von getöteten Tieren stammen. Dies sind Fleisch, Fisch (einschließlich anderer aquatischer Tiere) sowie daraus hergestellte Produkte. Anhand der Einbeziehung von Lebensmitteln, die von lebenden Tieren stammen, wie Eier, Milch und Honig, werden mehrere Unterformen des Vegetarismus unterschieden. Im Veganismus wird auf alle Nahrungsmittel und Konsumgüter tierischen Ursprungs verzichtet.
Der Vegetarismus wird auch als Weltanschauung verstanden. Die Beweggründe für eine vegetarische Lebensweise reichen von ethisch-moralischen, religiös-spirituellen über gesundheitliche, hygienisch-toxikologische und ästhetische bis hin zu ökologischen und sozialen Motiven.

## Begriffsgeschichte
Vegetarismus leitet sich wie „Vegetarier“, über englisch vegetarian, und englisch vegetable von lateinisch vegetare „beleben, gesund erhalten, leben, grünen“ ab.
Die Wörter „Vegetarismus“ und „Vegetarier“ sind seit Ende des 19. Jahrhunderts bezeugte, heute allgemein gebräuchliche gekürzte Formen der zuvor üblichen Bezeichnungen „Vegetarianismus“ und „Vegetarianer“. Letztere sind Übersetzungen der englischen Wörter vegetarianism und vegetarian. Das englische Wort vegetarian ist eine moderne Wortschöpfung aus vegetable („pflanzlich“, „Gemüse“) und -arian („eine Überzeugung haben“). Ausgangspunkt ist das lateinische vegetare („körperlich und geistig beleben“), welches sich wiederum auf vegetus („belebt, rüstig“) und vegere („munter sein“, „leben“, „lebensfroh sein“) bezieht.
Die Wortbildung vegetarian wird vom Oxford English Dictionary auf „Mitte 19. Jahrhundert“ datiert. Allgemein gebräuchlich wurde vegetarian erst durch die Gründung der englischen Vegetarian Society im Jahr 1847. Hiermit beschrieben die Gründungsmitglieder der Gesellschaft Individuen, die weder Fleisch noch Geflügel oder Fisch essen. Bis dahin war meist von einer pflanzlichen Diät (vegetable regimen, vegetable system of diet) die Rede. Seltener sprach man von einer „pythagoreischen Diät“, da die Anhänger des antiken griechischen Philosophen Pythagoras Vegetarier waren.

## Ausprägungen

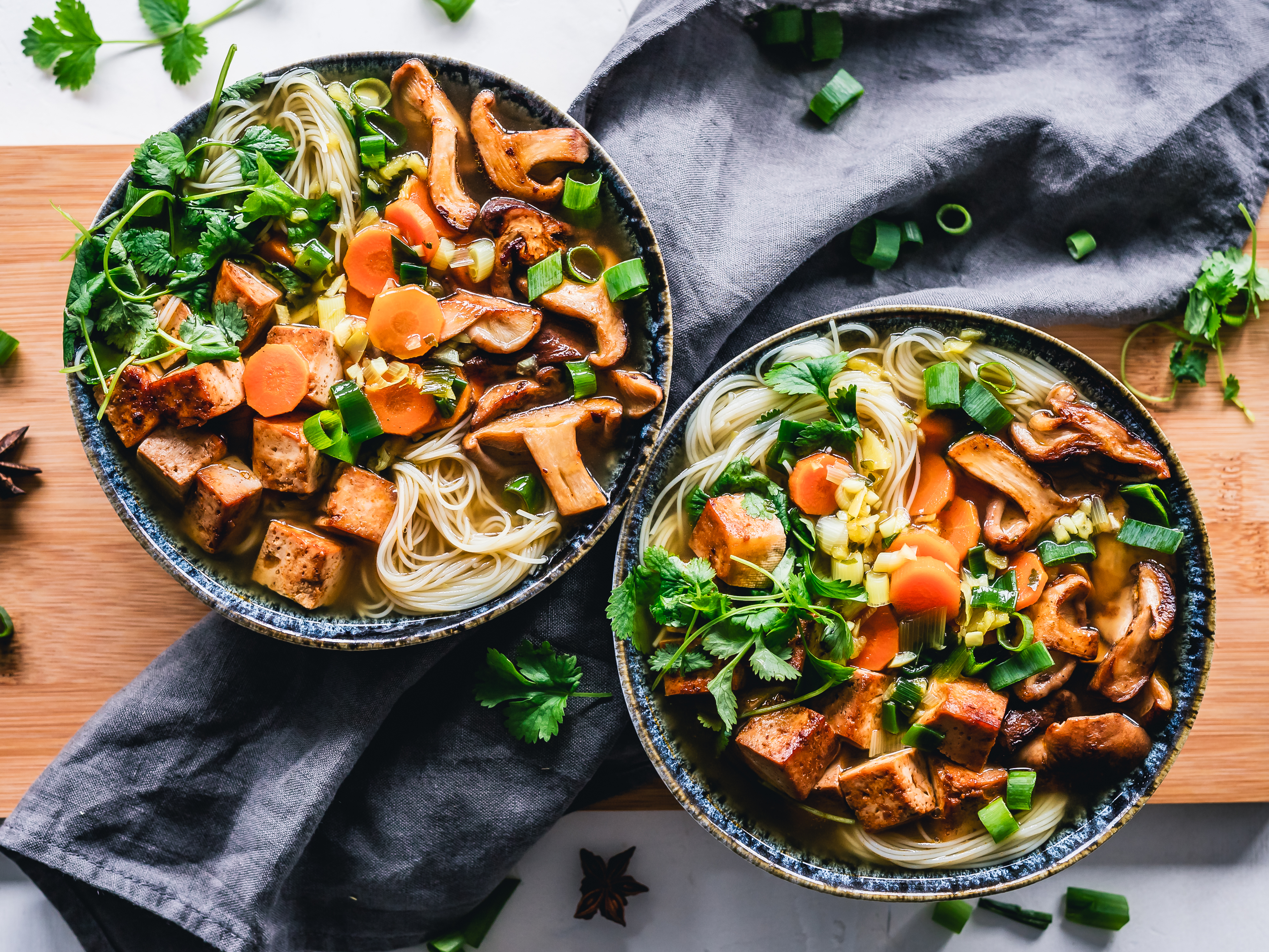
Phở mit Tofu

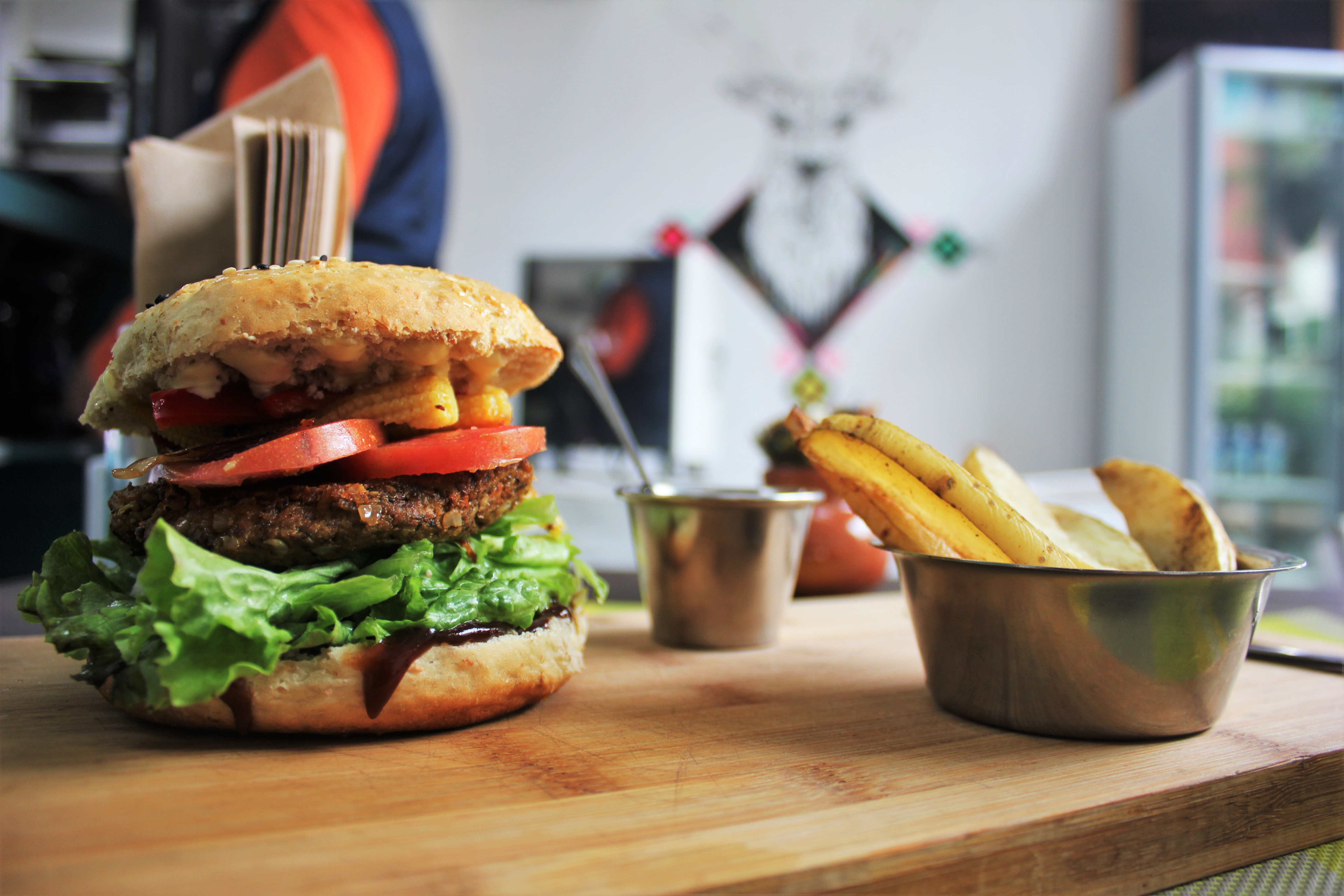
Auf pflanzlicher Basis hergestellte Nahrungsmittel können Fleischspeisen nachahmen – hier Burger.

Alle Formen vegetarischer Ernährung basieren auf pflanzlichen Lebensmitteln. Vegetarier unterscheiden sich hinsichtlich des Ausmaßes, in dem sie die Prinzipien des Vegetarismus befolgen. Dieses hängt auch von ihren Motiven ab. Nachfolgend finden sich einige typische Ausprägungen des Vegetarismus, die aufgrund ihrer großen Verbreitung über die Zeit eigene Bezeichnungen erhalten haben, sortiert von weniger strikt nach strikter.
- Flexitarismus (abwertend auch „Teilzeit-Vegetarismus“ oder „Wochenend-Vegetarismus“, Portmanteauwort aus den Wörtern flexibel und Vegetarismus). In einigen Lexika werden bspw. Pescetarier den Vegetariern im weiteren Sinn zugeordnet,[15] in der Regel werden Flexitarier aber nicht zu den Vegetariern gezählt. Beim Flexitarismus wird die vegetarische Ernährung zwar größtenteils befolgt, es werden aber individuell verschiedene, vereinzelte Ausnahmen vom klassischen Vegetarismus festgelegt. Typische Ausnahmen sind beispielsweise Fisch/Meeresfrüchte (Pescetarismus), Wildbret, Fleisch, das sonst weggeworfen werden würde, oder Fleischgerichte, auf die man eingeladen wurde (um dem Gastgeber keine Umstände zu machen). Zumeist werden mehrere solcher Ausnahmen kombiniert. Alle flexitarischen Ernährungsweisen haben das gemeinsame Ziel, den Fleischkonsum bewusst stark zu reduzieren.[16]
- klassischer Vegetarismus. Vermeidung der Ernährung von Teilen getöteter Tiere. Schlachtnebenerzeugnisse werden dabei allerdings, teilweise aufgrund von Unwissen, trotzdem gegessen, zum Beispiel tierisches Lab (viele Käsesorten), Gelatine (klare Säfte) oder Schmalz (Backwaren). Ebenso werden auch tierische Produkte gegessen.
- Ovo-Lacto-Vegetarismus. Ernährung zusätzlich zur rein pflanzlichen Nahrung auch mit Eiern und Milch. Es existieren analog auch Lacto-Vegetarismus und Ovo-Vegetarismus. Ovo-Vegetarier begründen ihre Entscheidung, Eier zu essen, damit, dass Haushühner Eier legen, auch wenn diese nicht befruchtet sind, und daher kein Lebewesen getötet werde, da diese Eier keinen lebendigen Organismus enthalten.
- Veganismus. Vermeidung jeglicher tierischer Produkte in der Nahrung – es werden ausschließlich Lebensmittel pflanzlichen Ursprungs verzehrt. Veganismus umfasst häufig auch andere Lebensbereiche, z. B. wird auf Schuhe, Kleidung, Teppiche und auf andere Textilien aus Leder, Pelz, Seide oder Wolle, Kissenfüllungen aus Federn/ Daunen, Schmuck aus Horn oder Elfenbein, tierische Organtransplantate und auf Hormonpräparate tierischen Ursprungs verzichtet. Auch kann die Haustierhaltung und die Nutzung von Tieren als Reit- und Lasttiere abgelehnt werden.
- Rohveganismus (englisch raw veganism). Kombination von Veganismus und Rohkost, also Ernährung ausschließlich von ungekochten und auch sonst unverarbeiteten pflanzlichen Produkten. Dieser Trend verbreitete sich erst im 21. Jahrhundert stark.[17]
- Frutarismus. Ernährung ausschließlich von pflanzlichen Produkten, deren Gewinnung nicht die Beschädigung der Pflanze selbst zur Folge hat. Dazu gehören etwa Obst und Nüsse als Pflanzenteile, die botanisch gesehen als Früchte oder Samen klassifiziert werden. Der Verzehr einer Karotte beispielsweise bringt die Vernichtung dieser einzelnen Pflanze mit sich und ist folglich nicht mit der frutarischen Ernährungsweise vereinbar. Bei Äpfeln treten diese Bedenken nicht auf, da die Ernte und der Verzehr eines Apfels den Apfelbaum an sich nicht verletzt.

## Motive
Die Gründe für vegetarische Ernährung sind je nach Person und Kulturkreis verschieden. Ethisch argumentierende Vegetarier geben oftmals an, dass sie nicht möchten, dass ihretwegen Tiere leiden müssen und getötet werden. Auch tierrechtliche Überlegungen können eine Rolle spielen. Daneben steht die gesundheitliche Motivation derjenigen Vegetarier, die ihre Ernährungsweise für generell gesünder halten als die nichtvegetarische. Ein Teil der Vegetarier empfindet eine Abneigung gegen den Geschmack von Fleisch. Auch halten Vegetarier ihre Ernährungsweise für ökologisch sinnvoll, und zwar insbesondere deshalb, weil ein hoher Fleischkonsum, zu dem sie nicht beitragen wollen, eine Intensive Tierhaltung erforderlich mache. Ferner argumentieren manche, dass Tierhaltung eine ineffiziente Art der Nahrungsmittelproduktion ist und angesichts von Hungersnöten in der Dritten Welt unverantwortlich sei. Sie gehen oft davon aus, dass ein genereller Verzicht auf Fleischkonsum die globale Ernährungssituation signifikant verbessern würde.
In einigen Religionen beziehungsweise religiösen Richtungen bestehen zudem Prinzipien und Ernährungsregeln, die den Vegetarismus fordern (Jainismus und einzelne Richtungen des Hinduismus) oder für seine Ausbreitung günstige Voraussetzungen schaffen (Buddhismus).

### Ethische Aspekte
Ethisch motivierte Vegetarier wollen grundsätzlich nicht, dass ihretwegen Tiere getötet werden. Oft konstituieren Tierrechtsargumente so auch gleichzeitig eine moralphilosophische Herleitung für Menschenrechte. Aufgrund der naturwissenschaftlichen Unschärfe des Artbegriffs auf der Subjektebene könne allein aufgrund der Zugehörigkeit zu einer Art niemandem ein subjektives Recht zugeschrieben oder aberkannt werden. Dies wird als speziesistisch bezeichnet.
Im deutschsprachigen Raum waren vegetarische Strukturen in der Gründerzeit unter den Landreformern und im Zusammenhang mit biozentrischen Ideen zu finden. In den Anfängen des modernen Vegetarismus spielte die prinzipielle Ablehnung des Tötens eine wichtige Rolle, wobei zunächst vor allem argumentiert wurde, es fördere im Menschen die Neigung zur Grausamkeit. Im anglophonen Raum hingegen waren pathozentrisch-utilitaristische Ansätze führend und entsprechende Strukturen mehr unter elitären Strömungen der Linken wie in den Frauenbewegungen und Suffragetten verwurzelt. Als eine relevante politische Kraft waren beide allenfalls sehr regional beschränkt.
Die Philosophien dieser frühen Ansätze unterscheiden sich von den modernen insofern, als zum einen die Forschung um die Geisteszustände von Tieren durch neue medizinische, bildgebende Verfahren einige Erkenntnisse gewonnen hat, andererseits das theoretische Umfeld der Tierrechte, die damals kaum explizit gefordert wurden, einen erheblichen Wandel erfahren hat.

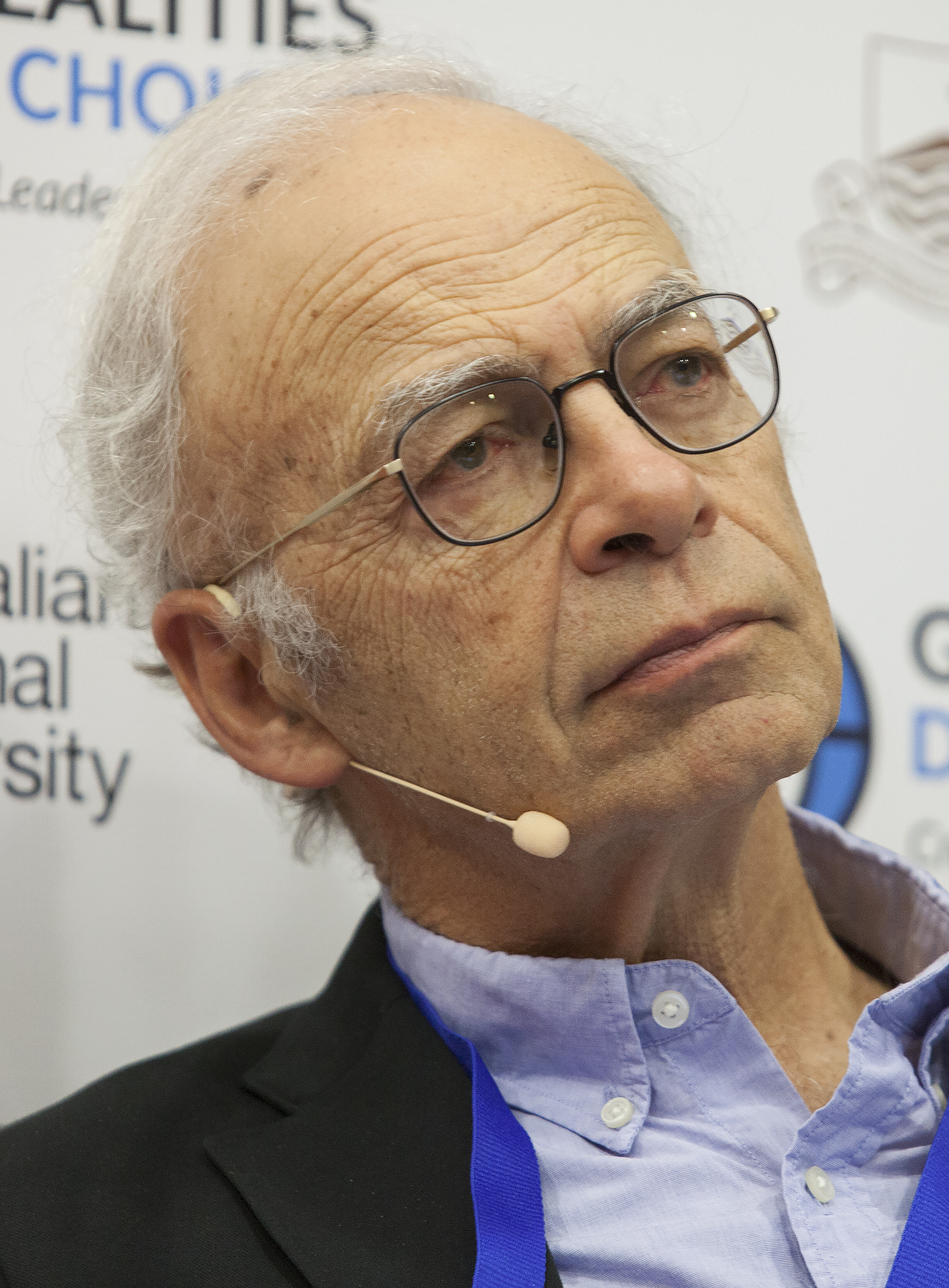
Peter Singer

Klassischerweise wird in Peter Singers Buch Animal Liberation von 1975 eine Zäsur gesehen, in dem die Diskussion um den Veganismus eine neue Qualität gewonnen hat. Darin argumentiert er, es gebe keine moralische Rechtfertigung, das Leid eines Wesens, gleich welcher Natur es sei, nicht in Betracht zu ziehen. Spezielle „nichtmenschliche Tiere“ von diesem Gleichheitsprinzip auszuschließen sei so willkürlich, wie Menschen anderer Hautfarbe, Kultur, Religion oder Geschlecht auszunehmen. Helmut F. Kaplan betont die politisch-strategische Funktion des Vegetarismus für die Förderung des Veganismus („Wer Veganer will, muß den Vegetarismus fördern“). Er geht nämlich unter anderem davon aus, dass eine geringere Nachfrage an Fleisch automatisch auch die Produktion von anderen tierischen Produkten weniger rentabel machen würde, da diese Produktionszweige oft in Verbindung stehen. Menschen, die bereits auf Fleisch verzichten, seien dann auch deutlich leichter für die vegane Lebensweise sensibilisierbar.
Einige Vegetarier verweisen heute in erster Linie auf die geistigen Fähigkeiten mancher Arten, die mit erheblicher Intelligenz und Leidensfähigkeit ausgestattet sind und ein komplexes Sozialverhalten zeigen. Ein pathozentrischer Ansatz wird hauptsächlich von Tierschützern vertreten. Je nach Gewichtung der Relevanz einzelner herangezogener Präferenzen von Individuen kann so ein hinreichendes Argument für eine vegetarische Ernährung oder vegane Lebensweise folgen. Ein weiteres ethisches Motiv bildet das Bestreben, vermeidbares Leid, das mit der Schlachttierhaltung verbunden ist, durch Verzicht auf deren Produkte zu vermeiden. Dabei geht es um Vorgänge vor und während der Schlachtung, vor allem auch in der modernen Fleischindustrie, und um eine nicht artgerechte Tierhaltung, vor allem die Massentierhaltung, die von der starken Nachfrage nach Fleisch gestützt werde. Der Philosoph Tom Regan schreibt gewissen Tieren einen inhärenten (naturgegebenen) Wert zu. Martin Balluch argumentiert auch für eine angeblich naturwissenschaftliche Kontinuität von Bewusstsein. Ausgehend von einer Kritik am Pathozentrismus fordert er gewisse Grundrechte, derer zugrundeliegenden Interessen Voraussetzung für alle weitergehenden Interessen seien. Eine hinreichende Voraussetzung für die Grundrechte sieht er im Bewusstsein gegeben.

### Gesundheit
Eine Mitgliederbefragung des Vegetarierbunds Deutschland (VEBU) ergab, dass der Wunsch nach einer gesünderen Ernährungsweise das von den Teilnehmern am häufigsten genannte Einzelmotiv für die Hinwendung zum Vegetarismus war. Auch die Heilung von bestimmten Krankheiten stellte ein bedeutendes Motiv dar. Des Weiteren treiben die VEBU-Mitglieder mehr Sport und rauchen deutlich weniger als der Bundesdurchschnitt.

### Umweltverträglichkeit
| Gruppe                               | Emissionen pro Tag [kg CO2-Äquivalente] |
| ------------------------------------ | --------------------------------------- |
| Hoher Fleischverzehr (≥ 100 g/d)     | 7,2                                     |
| Mittlerer Fleischverzehr (50–99 g/d) | 5,6                                     |
| Geringer Fleischverzehr (< 50 g/d)   | 4,7                                     |
| Fischverzehr                         | 3,9                                     |
| Vegetarisch                          | 3,8                                     |
| Vegan                                | 2,9                                     |

Eine fleischbasierte Ernährungsweise muss im Kontext mit den planetaren Grenzen gesehen werden. Das gegenwärtige Ernährungssystem ist dominante Ursache des Überschreitens der Grenzen. Eine dieser Grenzen ist die durch den Fleischkonsum bewirkte Landnutzungsänderung. So beansprucht sie bei extensiver Tierhaltung mehr Land-, Energie- und Wasserressourcen als eine vegetarische. Eine von Poore und Nemecek (2018) in der Fachzeitschrift Science veröffentlichte Studie untersucht die Flächennutzung in Lebensmittellieferketten. Durch die Streichung tierischer Erzeugnisse von heutigen Speiseplänen wäre demnach eine Verringerung der Flächennutzung um 3,1 Mrd. ha möglich. Das entspricht einer riesigen Fläche, die in etwa der gemeinsamen Fläche von Australien, China, der Europäischen Union und der Vereinigten Staaten entspricht. Erklärbar wird dies dadurch, dass für die Fleisch- und Milchproduktion zusätzliches Futter benötigt wird, das reich an Energie und Eiweiß ist (Kraftfutter).
Eine weitere planetare Grenze ist der Klimawandel. Die Viehhaltung stößt mehr Treibhausgase aus als die Pflanzenproduktion. Neben der insbesondere in Südamerika durch extensive Tierhaltung hervorgerufenen Entwaldung tragen so in erster Linie Verdauungsprodukte (Mist sowie Methan bei Wiederkäuern) zur globalen Erwärmung bei. Verschiedene Studien belegen, dass der Fleischkonsum einer der Hauptmotoren der Überhitzung des Klimasystems der Erde ist. Laut einer Studie der Ernährungs- und Landwirtschaftsorganisation der Vereinten Nationen (FAO) aus dem Jahr 2006 ist die weltweite Tierhaltung und Tierproduktion, umgerechnet in CO2-Äquivalente, für 18 Prozent der vom Menschen zu verantwortenden Klimagas-Emissionen verantwortlich. Laut aktuelleren Zahlen vom IPCC (Intergovernmental Panel on Climate Change) beträgt der Anteil der Nutztierhaltung 14 % der weltweiten Emissionen, was vergleichbar ist mit den Emissionen aller Autos, Lastwagen, Flugzeuge, Züge und Schiffe zusammen. Da die wachsende Nachfrage nach Fleisch heute in der Regel durch eine Ausweitung der Tierproduktion befriedigt wird, wird der global zu beobachtende Anstieg des Fleischkonsums im Hinblick auf den Klimaschutz, den Wasserverbrauch und die Biodiversität kritisch gesehen.

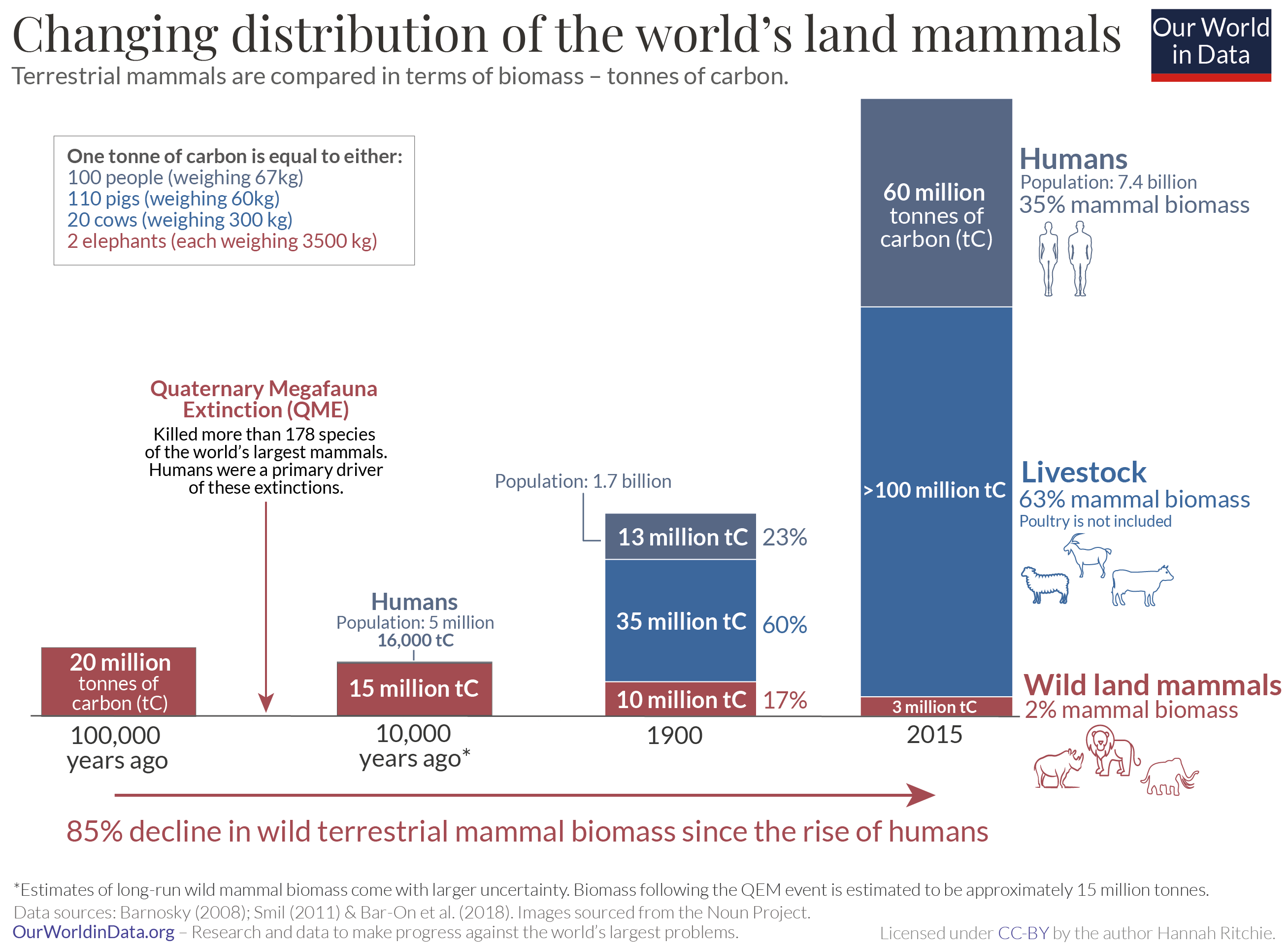
Veränderung der weltweiten Masse an Landsäugetieren von vor 100.000 Jahren bis 2015 (in Tonnen Kohlenstoff; ohne Geflügel): starker Anstieg bei Menschen (grau) und Nutztieren (blau), starker Rückgang bei Wildtieren (rot). Während die Masse an Wildtieren durch menschlichen Einfluss heute nur noch bei etwa 10 % ihres Wertes vor 100.000 Jahren liegt, wiegt allein die Menschheit das Dreifache aller Wildtiere damals, die vom Menschen gehaltenen Nutztiere wiegen ein weiteres Fünf- bis Sechsfaches.

Aus diesen Gründen wird teilweise die Forderung nach einer Besteuerung des Fleischkonsums oder der Tierhaltung und Subventionierung einer veganen Landbewirtschaftung geäußert.

### Welternährung
Auf Basis der niedrigen Futterkonversionsraten der Tierproduktion wird häufig angenommen, dass eine vegetarische Ernährungsweise die Ernährungssituation signifikant verbessern könnte. Einer Simulation aus dem Jahr 1998 zufolge ist diese Sicht jedoch nicht gerechtfertigt, wenn ein Rückgang lediglich in den Industrieländern erfolgte, da der Fleischkonsum in den Entwicklungsländern in der Folge aufgrund fallender Marktpreise zunähme, der Getreidekonsum hingegen kaum. Zudem ist die Ernährung von Tieren und Menschen nicht deckungsgleich. Bei Wiederkäuern besteht die Kalorienaufnahme zum weitaus überwiegenden Teil aus für den Menschen nicht verwertbarem Material. Viele Weideflächen sind nicht zur Pflanzenproduktion nutzbar. Laut Edward O. Wilson ergibt die aktuell landwirtschaftlich nutzbare Fläche bei ausschließlich vegetarischer Ernährung eine Kapazität der Lebensmittelversorgung für ca. 10 Milliarden Menschen. Prognosen zufolge wird die globale Nachfrage nach tierischen Produkten – insbesondere in Entwicklungs- und Schwellenländern – mittelfristig weiter ansteigen.

### Ernährung der Vorfahren des modernen Menschen
Seit den Anfängen der modernen vegetarischen Bewegung argumentieren manche Vegetarier, die vegetarische Ernährung sei naturgemäß. Unter anderem wird angeführt, der Mensch sei nach der Beschaffenheit seines Gebisses und der Länge seines Darms nicht als Raubtier anzusehen, sondern für pflanzliche Kost eingerichtet.
Biologisch gesehen ist der Mensch allerdings ein Omnivore (Allesfresser) und hat die Fähigkeit, sich sowohl von pflanzlicher als auch von tierischer Kost zu ernähren. Die Vorfahren des Menschen haben schon vor 3,4 Millionen Jahren Fleisch gegessen und seit mindestens 1,7 Millionen Jahren tun Menschen dies regelmäßig.
Vegetarier verweisen darauf, dass eine angebliche „Natürlichkeit“ des Fleischkonsums nicht bedeutet, dass dieser notwendig oder gesund sei.

### Religiöse und kulturelle Einstellungen
Außerhalb der auf den antiken griechischen Kulturraum zurückgehenden Traditionslinie finden sich Formen des Vegetarismus in Religionen indischen Ursprungs. Strengen Vegetarismus praktizieren alle Anhänger des Jainismus, der Bishnoi und einzelner Richtungen des Hinduismus sowie manche Buddhisten. Die Motivation ist übereinstimmend der Glaube an die Seelenwanderung. Aus der Idee, dass alle Lebewesen beseelt seien, resultiert auch das Ahimsa (Gebot der Gewaltlosigkeit), welches das Verletzen und Töten von Tieren untersagt und daher verbietet, davon auf irgendeine Weise zu profitieren. Im Prinzip gilt Ahimsa für alle Lebewesen (sarva-bhuta), da nach hinduistischer Auffassung auch zwischen Tieren und Pflanzen kein prinzipieller Wesensunterschied besteht. Dennoch wird z. B. im hinduistischen Schrifttum der Schonung von Pflanzen wenig Beachtung geschenkt. Immerhin untersagt die Manusmriti (11.145) die willkürliche, unnötige Zerstörung von Wild- und Nutzpflanzen. Asketische Einsiedler (Sannyasins) ernähren sich ihren Regeln zufolge nur frutarisch, d. h. von pflanzlichen Produkten wie Früchten, deren Gewinnung ohne Zerstörung der Pflanze möglich ist. Ein Verstoß wird als Anlass zur Entstehung von schlechtem Karma aufgefasst. Milch und Milchprodukte sind in allen diesen asiatischen Traditionen erlaubt. Aus religiösen Gründen dürfen vegetarische Hindus und Buddhisten Fische essen, die durch Fischotter oder durch Kormoranfischerei getötet wurden.

#### Hinduismus
Im Hinduismus war ursprünglich Fleischnahrung (einschließlich Rindfleisch) unter bestimmten Voraussetzungen zulässig. Das Gesetzbuch des Manu, das grundlegende Gesetzeswerk des Hinduismus, erlaubt den Fleisch- und Fischverzehr und legt die Bedingungen fest, an die er geknüpft ist. Im Lauf der Zeit setzte sich der Lakto-Vegetarismus besonders in streng religiösen Kreisen durch. In der Kolonialzeit wurde er von der Oberschicht weitgehend befolgt, während die armen, im Kastensystem niedrig eingestuften Menschen für gewöhnlich das aßen, was sie bekommen konnten.
Strikt lakto-vegetarisch leben die Yoga-Praktizierenden und die Vaishnavas (Verehrer Vishnus). Sie schreiben dem Fleisch unerwünschte Auswirkungen auf Bewusstseinszustand und Charakter des Essenden zu. Nach ihren Lehren sind Fleischspeisen der Guna Tamas zugeordnet, dem Eigenschaftstypus der Trägheit und Verwirrung. Daher und wegen des schlechten Karmas gilt die Fleischnahrung als Hindernis auf dem Weg zur Reinigung und Erlösung.
Aktuell ernähren sich 43 Prozent der indischen Hindus, die täglich beten, vegetarisch; bei den nicht praktizierenden Hindus sind es 28 Prozent.

#### Buddhismus

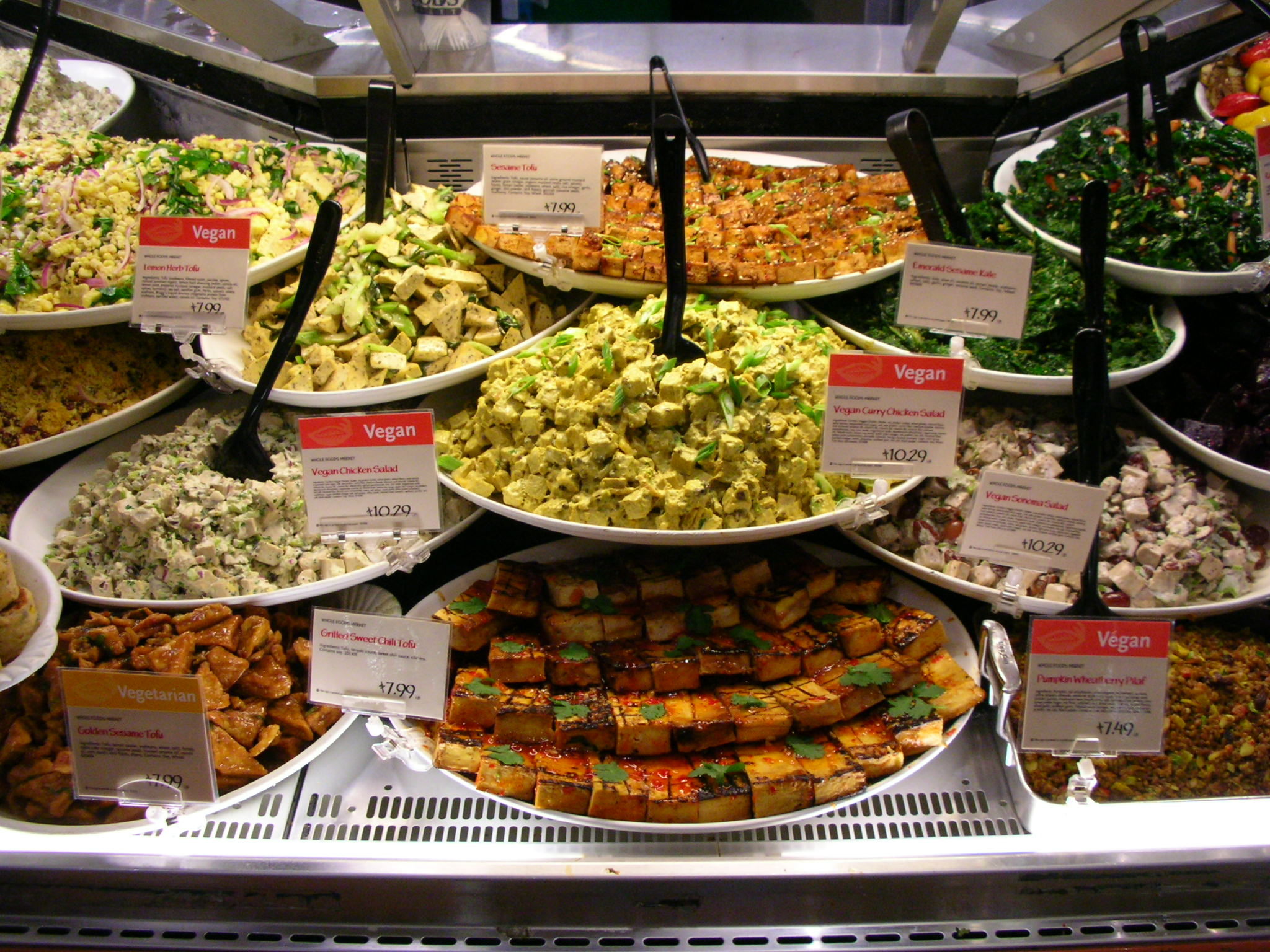
Vegane Speisen mit Tofu

Auch im Buddhismus ergibt sich aus der Lehre von Ursache und Wirkung (Karma) der Grundsatz der Gewaltlosigkeit. Daher gilt generell, dass Buddhisten weder ein Schlachttier töten noch bei einer Schlachtung anwesend sein sollen. Sie sollen kein Fleisch von Tieren essen, die eigens ihretwegen geschlachtet wurden, dürfen demnach aber zum Beispiel Fleisch essen, wenn sie es beim Betteln nach Nahrung bekamen oder wenn es weggeschmissen werden würde, wenn sie es nicht essen. Gelübde für Mönche, Nonnen und Laien enthalten entsprechende Selbstverpflichtungen. Es gibt jedoch keine allgemeine Regel, die Fleisch- und Fischnahrung grundsätzlich ausschließt. Daher hat sich der Vegetarismus in der buddhistischen Bevölkerung der ostasiatischen Länder und in den Klöstern nicht auf breiter Basis durchgesetzt, er wird jedoch vielfach gelobt und als moralisch höherwertig betrachtet.
Manche Lehrschriften des Mahayana empfehlen den Vegetarismus, wenige schreiben ihn sogar vor, wobei auch die Askese eine Rolle spielt. Das Lankavatara-Sutra befürwortet ihn nachdrücklich, und manche heutige buddhistische Lehrer äußern sich in diesem Sinne.

#### Jainismus
Die Anhänger des Jainismus, vor allem die Mönche, sind äußerst konsequent bei der Umsetzung der allgemeinen Gewaltlosigkeit im Alltag. Sie vermeiden jegliche Nutzung von Produkten, deren Gewinnung mit der Verletzung von Lebewesen einhergehen. Weiterhin kehren sie beim Gehen mit einem Besen möglichst behutsam kleine Lebewesen wie Käfer und Mikroorganismen aus dem Weg, um sie nicht zu zertreten.

#### Christentum

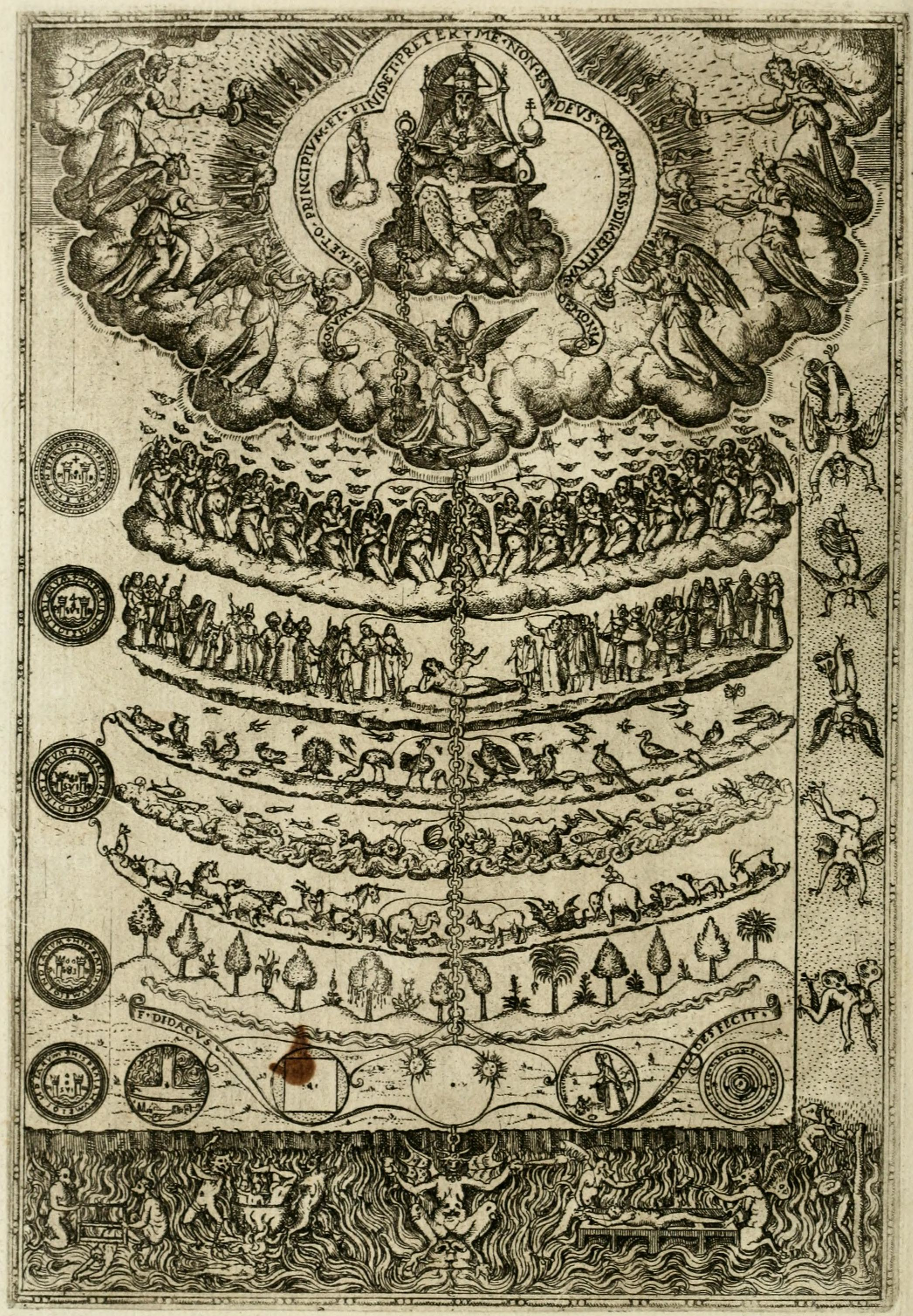
Historische Illustration der Großen Kette des Seins (1579) durch Didacus Valades in der Rhetorica Christiana. Die Illustration stellt die Welt in mehreren gottgegebenen Hierarchieebenen dar, an deren Spitze Gott selbst mit den Menschen und an deren Sockel die Pflanzen und Tiere stehen.

Biblisch argumentierende christliche Vegetarier betrachten den Vegetarismus als von Gott gewollt und begründen dies unter anderem mit der Stelle Jesaja 11,6–9 , die ein friedfertiges Leben anpreist. Sie verweisen auf das biblische Buch Genesis 1,29 . Dort spricht Gott zu Adam und Eva und weist den Menschen alle Pflanzen und Früchte als Nahrung zu; Tiere erwähnt er dabei nicht. In Genesis 9,2–3  hingegen, wo Gott sich nach der Sintflut an Noah wendet, gibt er ausdrücklich die Tiere ebenso wie die Pflanzen dem Menschen zur Nahrung. Daraus hat schon der Kirchenvater Hieronymus gefolgert, die Fleischnahrung sei bis zur Sintflut unbekannt gewesen und daher als minderwertig zu betrachten. Für die Zeit seit Noah zeigen die Ernährungsregeln des Alten Testaments jedoch keinerlei grundsätzlichen Vorbehalt gegen den Fleischverzehr als solchen.
Das Neue Testament kennt keine Verbote bestimmter Nahrungsmittel außer dem Blutverbot (Apostelgeschichte 15,28–29 ). Nach Matthäus 15,11 sagt Jesus: „Nicht das, was durch den Mund in den Menschen hineinkommt, macht ihn unrein, sondern was aus dem Mund des Menschen herauskommt, das macht ihn unrein“ (ebenso Mk 7,15 ). Das wird im Christentum gewöhnlich als Aufhebung aller Speisevorschriften gedeutet. Dennoch haben moderne christliche Vegetarier, darunter Ellen G. White, die Mitbegründerin der Siebenten-Tags-Adventisten, das Argument der vegetarischen Ernährung im Paradies aufgegriffen. In der Lehre der Siebenten-Tags-Adventisten wird Vegetarismus empfohlen.

## Gesundheitliche Aspekte

### Qualität
In der Praxis scheint die Kost von lakto-ovo Vegetariern und Veganern eine insgesamt höhere ernährungsphysiologische Qualität aufzuweisen als die von Omnivoren. Die höhere Qualität ergibt sich daraus, dass die vegetarische oder vegane Kost sich näher an den Empfehlungen von Gesundheitsorganisationen befindet, was den Konsum von Früchten, Vollkornprodukten, Fisch, pflanzlichen Proteinen und Salz angeht. Die höhere ernährungsphysiologische Qualität bei vegetarischer und veganer Ernährung könnte einige der Gesundheitsvorteile erklären.

### Gewicht
Beobachtungsstudien zeigen, das eine vegetarische Ernährungsweise weniger Nahrungsenergie enthalten kann als eine nicht-vegetarische Ernährungsweise. Durchschnittlich haben Vegetarier einen niedrigeren Body-Mass-Index als Nichtvegetarier.
Vorläufige Studien zeigen, dass eine vegetarische Ernährung innerhalb von 18 Monaten das Gewicht um etwa 2–3 kg reduzieren könnte, eine vegane um etwa 4 kg. Es bedarf jedoch noch weiterer Studien.

### Krebs
Es gibt Hinweise darauf, dass eine pflanzenbasierte Ernährung das Risiko, an Krebs zu erkranken, verringern kann. Vegetarische Ernährungsformen sind assoziiert mit einem um 8 % geringeren Risiko für Krebs.

### Herzkreislauferkrankungen
Klinische Studien zeigen, dass eine vegetarische Ernährungsweise den Blutdruck senkt und Cholesterinwerte verbessern kann.
Beobachtungsstudien zeigen, dass vegetarische Ernährungsweisen verbunden sind mit einem geringeren Risiko für Herzkreislauferkrankungen, Koronare Herzkrankheit und Schlaganfall.
Eine Metastudie aus dem Jahr 2021 bestätigt, dass eine gesunde pflanzliche Ernährung sich schützend gegenüber Herzkreislauferkrankungen auswirkt, zeigt aber auch auf, dass eine ungesunde pflanzliche Ernährung den gegenteiligen Effekt hat.

### Nährstoffversorgung
Vegetarier haben niedrige EPA- und DHA-Blutwerte. Bislang ist allerdings unklar, ob die niedrigen DHA/EPA-Blutwerte bei Vegetariern eine gesundheitliche Bedeutung haben. Seitens DGE gibt es keine allgemeine Zufuhrempfehlung für DHA/EPA (Ausnahme: Schwangere sollten 250 mg DHA pro Tag zuführen).
Je geringer der Konsum an tierischen Produkten ausfällt, desto geringer ist auch die Vitamin-B12 Versorgung. In Studien zeigen Vegetarier teils niedrigere B12-Blutspiegel als Nicht-Vegetarier, was zeigt, dass ein B12-Mangel ein potentielles Risiko darstellt. Es kann daher sinnvoll sein, bei vegetarischer Ernährung regelmäßig die B12-Versorgung per Holo-TC-Bluttest zu bestimmen. Besonders bei erhöhtem Nährstoffbedarf, z. B. in der Schwangerschaft und Stillzeit, sollten Vegetarier auf eine ausreichende Zufuhr von Vitamin-B12 achten und gegebenenfalls Supplemente einnehmen. Die von der DGE empfohlene Tageszufuhr von 4,0 µg lässt sich bereits mit geringen Mengen an tierischen Lebensmitteln decken.
Für vegetarisch lebende Leistungssportler kann eine Kreatin-Supplementierung sinnvoll sein. Kreatin wird vom Körper in ausreichendem Maße selbst produziert, eine zusätzlich externe Zufuhr kann sich jedoch leistungssteigernd auswirken. Da Fleisch als Kreatin-Lieferant wegfällt, können Supplemente erwogen werden.
Puddingvegetarier ist eine Bezeichnung für Vegetarier, welche zwar Fleisch und Fisch in ihrer Ernährung meiden, jedoch übermäßig Fertigprodukte und Süßigkeiten zu sich nehmen. Diese Ernährungsweise kann aufgrund ihres hohen Energiegehalts und der ungünstigen Nährstoffzusammensetzung negative Folgen für die Gesundheit haben. Der Begriff Puddingvegetarier bezog sich in seiner ursprünglichen Definition jedoch auf die britische Variante des Puddings, wie sie der schwedische Naturphilosoph Are Waerland in den 1920er Jahren bei seinen Reisen in Großbritannien als Hauptbestandteil einer vegetarischen Ernährung kennenlernte.

## Meinungen und Empfehlungen
Die Deutsche Gesellschaft für Ernährung (DGE) vertritt die Position, dass (ovo-)lacto-vegetarische Ernährung als Dauerernährung geeignet sein könne, betont dabei aber die Notwendigkeit einer sorgfältigen Lebensmittelauswahl, besonders für die Ernährung von Kindern. Nach vorliegenden und von der DGE ausgewerteten Studienergebnissen könne Stand April 2016 nicht von einem gesundheitlichen Vorteil der Vegetarier gegenüber sich vergleichbar ernährenden Mischköstlern mit einem geringen Fleischanteil in der Ernährung ausgegangen werden. Allerdings könne angenommen werden, dass eine pflanzenbetonte Ernährungsform – mit oder ohne einen geringen Fleischanteil – gegenüber der derzeit in Deutschland üblichen Ernährung mit einer Risikosenkung für ernährungsmitbedingte Krankheiten verbunden ist.
Nach Auffassung der Ernährungskommission der Deutschen Gesellschaft für Kinder- und Jugendmedizin erfordert die ovo-lacto-vegetarische Ernährung von Säuglingen wegen des Risikos einer marginalen Eisenversorgung eine sorgfältige Lebensmittelauswahl und bei klinischer Indikation eine Überwachung des Eisenstatus.
Laut der Ökotrophologin Ulrike Becker vom Verband für Unabhängige Gesundheitsberatung (UGB) kommen Vegetarier im Durchschnitt dem von der DGE empfohlenen Nährstoffverhältnis von Kohlenhydraten, Fett und Eiweiß (50 bis 60 Prozent, 25 bis 30 Prozent, 10 bis 15 Prozent) näher als Nicht-Vegetarier, da sie mehr Kohlenhydrate, oft weniger Fett und weniger Eiweiß zu sich nehmen. Zudem sei die Fettzusammensetzung der vegetarischen Kost günstig, da sie relativ viele ungesättigte und relativ wenige gesättigte Fettsäuren und wenig Cholesterin enthalte. Die Versorgung mit Vitamin B1, B6, Vitamin C, Magnesium, Ballaststoffen und sekundären Pflanzenstoffen sei bei Vegetariern besser als im Bevölkerungsdurchschnitt. Die meisten ovo-lacto-Vegetarier setzten eine Ernährungsweise um, die weitgehend den Empfehlungen der Vollwert-Ernährung entspreche: Sie äßen reichlich pflanzliche Lebensmittel, bevorzugten Vollkornprodukte, verzehrten weniger Fett, tränken weniger Kaffee und Alkohol und vermieden stark verarbeitete Fertigprodukte. So genannte Puddingvegetarier, die lediglich Fleisch wegließen und ebenso viel Fettiges und Süßes wie durchschnittliche Mischköstler äßen, hätten dagegen aus gesundheitlicher Sicht nichts gewonnen.
Laut Aussage des Ernährungswissenschaftlers Claus Leitzmann – Leiter des wissenschaftlichen Beirats des UGB und ehemaliger Leiter des Instituts für Ernährungswissenschaften an der Justus-Liebig-Universität Gießen – zeigt eine zunehmende Anzahl von Untersuchungen, dass eine ovo-lacto-vegetarische Ernährungsweise zu einer besseren Gesundheit führe. So könne eine solche Ernährung in erheblichem Maße dazu beitragen, Erkrankungen wie Übergewicht, Diabetes, Arteriosklerose, Herz-Kreislauf-Erkrankungen, Hypertonie, Gicht und verschiedenen Krebserkrankungen vorzubeugen.
Die US-amerikanische Academy of Nutrition and Dietetics (A.N.D.), vormals bekannt unter dem Namen American Dietetic Association (ADA), und der Verband kanadischer Ernährungsberater (Dietitians of Canada) sprechen sich in einem gemeinsamen Positionspapier aus dem Jahr 2003 für eine vegetarische Ernährungsweise aus. Eine solche habe einen gesundheitlichen Nutzen für die Prävention und Behandlung bestimmter Erkrankungen. Die Todesrate für ischämische Herzerkrankungen sei geringer, Vegetarier hätten niedrigere Cholesterin-Blutwerte, würden seltener an Bluthochdruck, Diabetes Typ 2 sowie Prostata- und Darmkrebs leiden. Eine vegetarische Ernährung würde den Körper ausreichend mit allen Nährstoffen versorgen und sei für alle Phasen des Lebenszyklus geeignet, einschließlich Schwangerschaft, Stillzeit, Kindheit und Adoleszenz. Eine Neuauflage des Positionspapiers ist im Jahr 2009 erschienen.
In Australien empfiehlt die National Health and Medical Research Council des Gesundheitsministeriums ebenfalls seit 2013 die vegetarische Ernährung. Eine vollwertige vegetarische Ernährungsform sei gesund und für alle Phasen des Lebenszyklus geeignet. Wer sich streng vegan ernähre, solle jedoch ein Vitamin-B12-Präparat zu sich nehmen.
Die Italienische Gesellschaft für Ernährung hält vegetarische Ernährungsweisen, die auf einer breiten Auswahl pflanzlicher Lebensmittel basieren, in allen Lebensphasen für angemessen. Besondere Aufmerksamkeit verdiene die Vitamin-B12-Zufuhr sowie eine ausreichende Zufuhr an Protein, Eisen, Zink und Calcium. Für eine gute Omega-3-Versorgung sollte genügend alpha-Linolensäure zugeführt werden und die Zufuhr an Linolsäure begrenzt werden.
Die Gießener Ernährungspyramide informiert wie die gesundheitlichen Vorteile einer vegetarischen Ernährung in Bezug auf Nährstoffzufuhr und Prävention ernährungsassoziierter Krankheiten umgesetzt werden können.

## Geschichte
Der Vegetarismus entstand in Indien und unabhängig davon im antiken griechischen Kulturkreis (östlicher Mittelmeerraum, Süditalien). In beiden Regionen war er von Anfang an ein Bestandteil religiös-philosophischer Bestrebungen.
Weltweit konnte bisher bei keinem Naturvolk oder indigenen Volk konsequenter Vegetarismus als kollektive prinzipielle Haltung nachgewiesen werden. Aktuelle Untersuchungen an ägyptischen Mumien aus der Zeit von 3500 v. Chr. bis 600 n. Chr. lassen auf eine fleischarme Ernährung schließen. Trotz reichlich vorhandenem Vieh und Fisch am Nil ernährten sich die Menschen über viele Jahrtausende überwiegend von Getreide und Gemüse.

### Vorchristliche Antike
In der Antike wurde der Verzicht auf Fleisch als Enthaltung vom Beseelten (altgriechisch ἀποχὴ ἐμψύχων apoche empsychon) bezeichnet. Er blieb stets auf eine relativ kleine Zahl von Anhängern beschränkt, die der gebildeten, philosophisch interessierten Oberschicht angehörten. Die große Masse der Bevölkerung ernährte sich notgedrungen fleischarm, da sie sich Fleisch nur gelegentlich leisten konnte; Fisch hingegen war ein beliebtes Volksnahrungsmittel.

#### Mythos
Erstmals taucht die Idee einer rein pflanzlichen Ernährung des Menschen im Mythos auf, wobei von ganzen Völkern die Rede ist. Homer (Odyssee 9, 82–104) erzählt von den Lotophagen („Lotosessern“), einem märchenhaften, friedfertigen Naturvolk, das sich von der süßen Frucht der Vergessen schenkenden Zauberpflanze Lotos ernährt habe. Allerdings behauptet erst Herodot (4, 177) ausdrücklich, der Lotos sei die einzige Nahrung der Lotophagen gewesen. Diodor (3, 23–24) beschreibt Völker in Äthiopien, die „Wurzelesser“, „Samenesser“ und „Holzesser“, deren Kost auf bestimmte Pflanzen beschränkt gewesen sei. Diese Berichte, von denen es in der Antike noch weitere gab, tragen sagenhafte Züge und gelten daher nicht als glaubhaft; teilweise ist der Märchencharakter offenkundig. Meist werden den angeblich ohne Fleischnahrung lebenden Völkern in den Quellen positiv bewertete Eigenschaften wie Frömmigkeit, Gerechtigkeit und Friedlichkeit zugeschrieben.
Verbreitet war in der Antike die Ansicht, in einem vergangenen Goldenen Zeitalter habe es noch keine Fleischkost gegeben und die Erde habe von sich aus alle benötigte Nahrung hervorgebracht. Dieser Mythos findet sich bei Hesiod (Werke und Tage 109 ff.), Platon (Staatsmann 271–2), Ovid (Metamorphosen 1,89 ff.; 15,96 ff.) und anderen.

#### Historische Entwicklung
Als historisches Phänomen ist der Verzicht auf Fleisch in Europa erstmals im 6. Jahrhundert v. Chr. bezeugt. Vegetarier waren die Orphiker, eine religiöse Bewegung, die sich damals in Griechenland verbreitete, sowie Pythagoras und zumindest der engere Kreis der Pythagoreer. In beiden Traditionen wurde auf Eier und auf die damals allgemein üblichen rituellen Tieropfer verzichtet. Die Motivation der Orphiker und der Pythagoreer war religiös; die Seelenwanderungslehre, die sie vertraten, führte zu einer höheren Einschätzung des Werts tierischen Lebens. Im 5. Jahrhundert v. Chr. trat Empedokles als radikaler Vertreter des Vegetarismus und einer allgemeinen Verschonung der Tiere hervor.
Die antiken Vegetarier betrachteten Fleischnahrung als nachteilig für ihre asketischen und philosophischen Bestrebungen. Großenteils waren sie ethisch motiviert, verwarfen Tieropfer und betonten die Gemeinsamkeiten zwischen Mensch und Tier (während ihre Gegner die Unterschiede hervorhoben). Die Frage, ob es ethische Pflichten gegenüber den Tieren gibt, wurde kontrovers diskutiert. Oft war der Vegetarismus mit religiösen Überzeugungen verbunden.
Unter den Platonikern war der Anteil der Vegetarier und Tierfreunde relativ hoch, in den anderen Philosophenschulen (Peripatetiker, Stoiker, Epikureer) sehr klein oder nicht vorhanden. Die Stoiker waren fast alle entschieden antivegetarisch. Wegen der Vernunftlosigkeit der Tiere waren sie der Überzeugung, dass der Mensch gegenüber der Tierwelt keinerlei ethische Pflichten habe. Die extreme Anspruchslosigkeit der Kyniker bewog sie zu weitgehend fleischloser Ernährung, jedoch machten sie daraus kein Prinzip.
In der Platonischen Akademie traten die Scholarchen Xenokrates und (wahrscheinlich) Polemon für den Vegetarismus ein, unter den Peripatetikern Theophrastos von Eresos. Ein Teil der prominenten kaiserzeitlichen Platoniker und Neuplatoniker lebte vegetarisch, darunter Plutarch (mutmaßlich nur zeitweilig), Apollonios von Tyana, Plotin und Porphyrios. Porphyrios verfasste eine umfangreiche Schrift Über die Enthaltung vom Beseelten zur Begründung des Vegetarismus. Da er darin auf Einwände eingeht, sind durch ihn auch Argumente aus nicht erhaltenen gegnerischen Schriften überliefert.
Ein Wortführer der Gegner des Vegetarismus war Clodius von Neapel. Er verfasste im 1. Jahrhundert v. Chr. eine Schrift Gegen die Verächter der Fleischkost, die nicht erhalten ist. Einige seiner Argumente sind jedoch überliefert. Clodius verwies unter anderem darauf, dass manche tierische Nahrungsmittel auch für Heilzwecke benötigt würden. Ein anderes, möglicherweise von Clodius angeführtes Argument der Gegner war, dass zwischen Menschen und Tieren ein naturgegebener und gerechter Krieg herrsche, da manche Tiere Menschen angreifen oder die Ernte zerstören; daher sei es legitim, die Feinde zu töten. Ferner wurde von gegnerischer Seite vorgebracht, für den menschlichen Körper sei Fleischnahrung vorteilhaft, was man daran erkenne, dass sie von Athleten bevorzugt und von Ärzten für die Rekonvaleszenz empfohlen werde.
Bei den Manichäern waren die Electi (Auserwählte) ethisch motivierte Vegetarier, die auch keine Eier aßen und grundsätzlich nicht töteten; für den breiteren Kreis der Auditores (Hörer) galten weniger strenge Regeln.

### Christliche Antike, Mittelalter und Frühe Neuzeit
Im Urchristentum der apostolischen Zeit gab es Befürchtungen, das Fleischessen könne zu einer kultischen Verunreinigung führen. Der Apostel Paulus wandte sich nachdrücklich gegen diese Auffassung (Röm 14,2–21; vgl. 1 Kor 8,8–9, Kol 2,20–22).
Unter den spätantiken Christen und in der mittelalterlichen Kirche verzichteten viele Mönche und Einsiedler im Rahmen der Askese auf Fleischverzehr (z. B. Onophrius). Zu ihnen gehörte der Kirchenvater Hieronymus († 419), auf den sie sich meist beriefen. Hieronymus betont, dass die goldene, paradiesische Anfangszeit vor der Sintflut vegetarisch war. Erst nach der Sintflut mit dem zweiten Bund Gottes, wurde Noach der Fleischkonsum erlaubt. Hieronymus sah hierin eine Konzession an den schwachen Menschen.
Den Benediktinern gestattete ihre Ordensregel das Fleisch vierfüßiger Tiere nur im Krankheitsfall; Fisch und Geflügel waren ihnen jedoch erlaubt. Viele andere Ordensregeln enthielten Gebote zum Fleischverzicht und dehnten sie zum Teil auf Geflügel aus, jedoch niemals auf Fisch. Dabei ging es den Mönchen und Nonnen um bescheidene Lebensweise, freiwillige Entbehrung und Abtötung der Begierden. Für einen ethisch motivierten Vegetarismus aus Rücksichtnahme auf die Tiere gibt es im kirchlichen Christentum der Antike und des Mittelalters keine Belege. Mitunter wird der heilige Franziskus wegen der Einbeziehung der Tiere in seine religiöse Gedankenwelt irrtümlich zu den Vegetariern gezählt; er hat aber in Wirklichkeit Vegetarismus weder praktiziert noch propagiert.
Viele Häretiker der Antike wie die Enkratiten, Ebioniten und Eustathianer betrachteten den Verzicht auf Fleisch als notwendigen Teil ihrer Askese. Auch mittelalterliche Häretiker wie die Bogomilen und die Katharer lehnten Fleischnahrung ab.
Erst in der frühen Neuzeit traten wieder prominente Persönlichkeiten für einen ethisch begründeten Vegetarismus ein. Zu ihnen zählten Leonardo da Vinci (1452–1519) und Pierre Gassendi (1592–1655). Der führende Theoretiker des Vegetarismus im 17. Jahrhundert war der Engländer Thomas Tryon (1634–1703). Andererseits vertraten einflussreiche Philosophen wie René Descartes und Immanuel Kant die Auffassung, dass es keine ethischen Pflichten gegenüber der Tierwelt geben könne.

### Entwicklung im 19. Jahrhundert

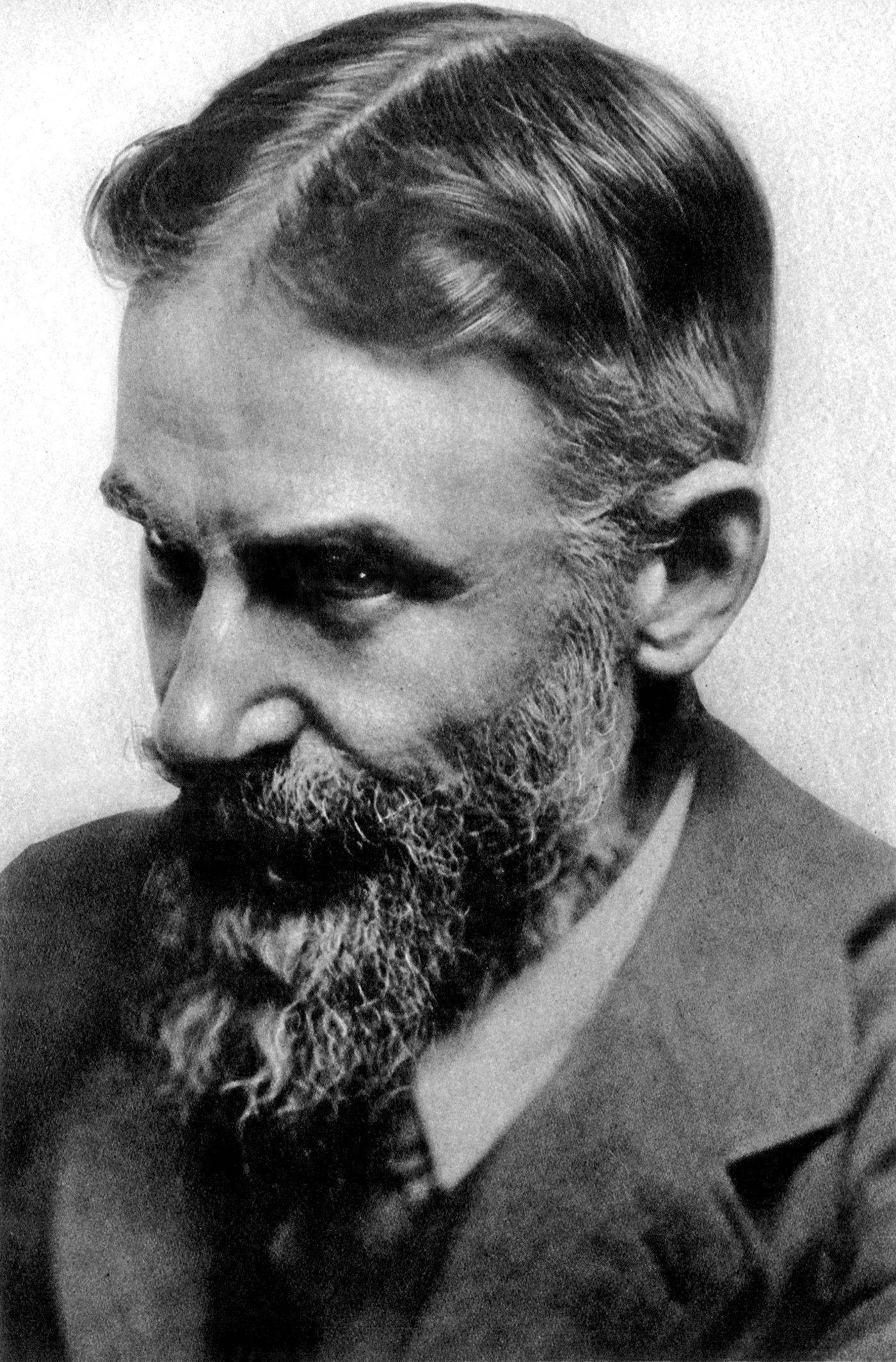
George Bernard Shaw, vor 1916

Der moderne Vegetarismus hat sich in England und Schottland entwickelt und strebte eine umfassende Lebens- und Gesellschaftsreform an. Im angelsächsischen Raum war die Bereitschaft zur praktischen Umsetzung und Verbreitung der vegetarischen Idee am größten. Schon im 18. Jahrhundert traten in England und Nordamerika kleine christliche Gemeinschaften aus asketischen und ethischen Motiven für einen Verzicht auf die als „unnatürlich“ kritisierte Fleischkost ein. 1801 wurde in London der erste Vegetarierverein gegründet, dem bald ähnliche Vereinigungen in anderen englischen Städten folgten.  Im frühen 19. Jahrhundert war der prominenteste Wortführer des ethisch motivierten Vegetarismus der Dichter Shelley. 1847 kam es zur Gründung der Vegetarian Society. Ein typischer Repräsentant des in der Öffentlichkeit aktiven englischen Vegetarismus war George Bernard Shaw. Im 19. und frühen 20. Jahrhundert handelte es sich in der Regel um Ovo-lacto-Vegetarismus; nur vereinzelt traten Anhänger einer völlig tierproduktfreien Ernährung auf.
In Russland war Lew Nikolajewitsch Tolstoi (1828–1910) der prominenteste Befürworter des Vegetarismus.
Der deutsche Apotheker und Heilpraktiker Theodor Hahn (1824–1883), Schüler von dem sich in seiner letzten, von Hahn federführend herausgegebenen Schrift zum Vegetarismus in seiner fleischlosen, durch das kirchliche Halbfasten vorgeprägten Form bekennenden Heinrich Friedrich Francke (= J. H. Rausse). ließ sich durch das Studium von Christoph Wilhelm Hufelands Makrobiotik erstmals über die schädlichen Folgen des Fleischessens belehren und zur Idee der „Naturheilkräfte“ leiten. Im Winter 1850/51 las Hahn Jean-Jacques Rousseaus Erziehungsroman Émile ou De l’éducation und stieß dort auf ein Zitat des griechischen Philosophen Plutarch, in dem dieser den „Mord“ des Menschen am Tier zwecks Fleischgewinnung als grausam und widernatürlich geißelt. Der Text ließ Hahn die Frage des Fleischgenusses „auch von der sittlichen Seite betrachten“. 1852 begann Hahn konsequent fleischlos zu leben und von da an zeitlebens aktiv für den Vegetarismus zu werben. Für ihn konnte nun nur noch eine vegetarische Ernährungsweise „Heilkost“ sowie Dauernahrung zur Erhaltung eines leistungsfähigen Lebens sein. Wenig später stieß Hahn auf das „vortreffliche Werk“ Der Weg zum Paradies. Eine Beleuchtung der Hauptursachen des physisch-moralischen Verfalls der Culturvölker, so wie naturgemäße Vorschläge, diesen Verfall zu sühnen. des Jenaer Lehrers und Vegetariers Johann Wilhelm Zimmermann und machte sich viele der dort entwickelten Ideen zu Eigen. In Die naturgemäße Diät, die Diät der Zukunft begründete Hahn 1859 ausführlich mit historischen, vergleichend-anatomischen und physiologischen Argumenten, warum seiner Meinung nach nur die vegetarische Diät die einzig wahre Naturkost sei. Dieses Buch ist (zumindest in den ersten vier Kapiteln) eine überarbeitete Übersetzung des 1838 veröffentlichten Werkes Vegetable Diet von William Andrus Alcott, der wie der Münchner Militärarzt Lorenz Gleich (1798–1865) mit vegetarischer Diät bzw. Ernährung experimentiert hatte. Hahn war der erste deutsche Heilpraktiker, der seine Patienten primär mit einer pflanzlichen Diät behandelte. 1865 erschien erstmals Das Praktische Handbuch der naturgemäßen Heilweise, in dem er sein Konzept der Diättherapie erläutert.
Hahns Bekenntnis zum Vegetarismus wurde von anderen Anhängern der frühen Naturheilkunde fast ausnahmslos als Grundsatz der naturgemäßen Lebensweise übernommen. 1868 stellte Rudolf Virchow fest:

„In den letzten Jahren hat sich unter dem Namen Vegetarianer eine, wenn auch unzusammenhängende und wenig zahlreiche, so doch recht thäthige Sekte erhoben, welche mit allen Hülfsmitteln der Wissenschaft und mit allem Ernste eines tief sittlichen Strebens das Fleischessen als eine der schlimmsten und widernatürlichsten Verirrungen des Menschengeschlechtes bekämpft und durch ein eigenes Beispiel den Beweis zu liefern bestrebt ist, daß die Pflanzennahrung genügt, um dem menschlichen Körper Gesundheit und Kraft zu erhalten.“

Stark vom Werk Hahns beeinflusst kam 1866 der freireligiöse Pfarrer Eduard Baltzer (1814–1887) zur vegetarischen Lebensweise. Bereits 1867 gründete dieser in Nordhausen einen „Verein für natürliche Lebensweise“, der rasch wuchs. Auf der Vereinssitzung vom 9. Juli 1868 wurde die Umbenennung in „Deutscher Verein für natürliche Lebensweise“ beschlossen, ab dem 19. Mai 1869 nannte man sich „Deutscher Verein für naturgemässe Lebensweise“. In den Jahren 1867–1872 verfasste Baltzer unter dem Titel Die natürliche Lebensweise ein vierbändiges Werk, in dem er den Vegetarismus religiös, moralisch, politisch, volkswirtschaftlich und gesundheitlich zu begründen versucht. Baltzer entwarf die Utopie der Entstehung eines neuen und höheren Menschengeschlechts, das sich durch die Vermeidung des Verzehrs von Fleisch und eine naturgemäße Lebensweise „zum Wahren, Richtigen und Guten“ entwickelt, um sich schließlich „Gott zu nähern“. Auch sah er in der vermeintlich billigeren vegetarischen Kost die Möglichkeit, die ärmere Bevölkerungsschicht besser zu ernähren und bei vegetarischer Ernährung sogar die Möglichkeit, „Militär überflüssig“ zu machen. Baltzer war Herausgeber des ab Juni 1868 erscheinenden Vereinsblattes für Freunde der natürlichen Lebensweise (Vegetarianer). Nach seinem Tod erhielt diese erste Zeitschrift der vegetarischen Bewegung in Deutschland den Namen Thalysia, in Anknüpfung an das 1872 erschienene Buch Thalysia oder Das Heil der Menschheit, die deutsche Fassung eines 1840–1842 veröffentlichten Werks des führenden französischen Vegetariers Jean-Antoine Gleizes.
Als weiterer wichtiger Begründer der vegetarischen Bewegung in Deutschland gilt der badische Jurist und revolutionäre Republikaner Gustav Struve (1805–1870). Nach eigenen Angaben erfolgte seine Hinwendung zur fleischfreien Ernährung bereits am 3. Mai 1832, nachdem er in Rousseaus Émile ou De l’éducation Plutarchs Schilderung der Lehre des Pythagoras gelesen hatte. 1868 gründete Struve mit Gesinnungsgenossen aus Stuttgart und Umgebung einen vegetarischen Verein, der unter verschiedenen Namen figurierte (zuletzt als Vegetarische Gesellschaft Stuttgart) und nach längerer Inaktivität in den 2010er Jahren in den Vegetarierbund bzw. ProVeg Deutschland aufging. 1869 – zehn Jahre nach Hahns Die naturgemäße Diät, die Diät der Zukunft – erschien sein Werk Pflanzenkost, die Grundlage einer neuen Weltanschauung, das die vegetarische Bewegung nachhaltig beeinflusste. Hierin begründet Struve seinen Verzicht auf Fleisch ethisch und mit einer gesundheitlichen Selbsterfahrung im Winter 1831/32.
Im letzten Drittel des 19. Jahrhunderts gewann die vegetarische Bewegung an Bedeutung. Zahlreiche Vereine wurden gegründet. 1892 schlossen sich zwei Dachverbände zum „Deutschen Vegetarier-Bund“ mit Sitz in Leipzig zusammen. 1893 wurde von Anhängern der Lebensreformbewegung in Oranienburg bei Berlin die vegetarische Obstbaugenossenschaft Eden gegründet. Kurz vor Beginn des Zweiten Weltkriegs lebten fast 1000 Menschen im genossenschaftlich organisierten „Eden“. Ausgehend von der vegetarischen Lebensgemeinschaft des Malers Karl Wilhelm Diefenbach auf dem Himmelhof bei Wien (1897–1899) gründeten die Brüder Gusto und Karl Gräser mit anderen im Herbst 1900 die Siedlung Monte Verità bei Ascona, die ein Sammelpunkt von Pazifisten, Theosophen und Künstlern wurde. Monte Verità gilt heute als Wiege von Ausdruckstanz und Alternativbewegung.
Die Begründungen für eine fleischlose Lebensweise waren unterschiedlich, teils sogar gegensätzlich. Einerseits sollte das Tier vor dem Menschen geschützt werden, andererseits der Mensch vor dem Verzehr von Tieren. Der „hygienische“ Vegetarismus führte vor allem physiologisch-anatomische Argumente ins Feld und behauptete, dass der Fleischkonsum für eine Vielzahl von Krankheiten verantwortlich sei. Andere Vegetarier begründeten den Verzicht auf Fleischkonsum sozioökonomisch. Oft waren ihre Konzepte mit einer scharfen Zivilisationskritik verbunden und trugen stark romantische oder gar utopische Züge. Eine dritte Richtung, die im Kaiserreich von einer Vielzahl von Initiativen und Gruppen vertreten wurde, betonte die Aspekte des Tierschutzes und einer für möglich gehaltenen Veredelung der Menschheit durch Verzicht auf Fleischgenuss. Ein prominenter Vorreiter dieser Strömung war – unter dem Einfluss von Gleizes – Richard Wagner. Er forderte eine allgemeine Abkehr vom Fleischverzehr sowie von Tierversuchen, ernährte sich selbst aber erst in seinen letzten Lebensjahren vegetarisch. Bei manchen Vertretern dieser Richtung spielten antisemitische und völkische Konnotationen eine wichtige Rolle.
Es gab aber immer auch Strömungen und Personen, bei denen die Forderung nach Vegetarismus Teil linker, sozialistischer oder anarchistischer, Politik und eingebettet in emanzipatorische Imperative war. So spielte Vegetarismus im Abolitionismus (zuerst vertreten von Benjamin Lay, im 19. Jahrhundert etwa durch Amos Bronson Alcott und dessen Freunde Ralph Waldo Emerson und Henry David Thoreau) ebenso eine Rolle wie im Feminismus (etwa bei den Suffragetten) sowie in Teilen der Arbeiterbewegung (zum Beispiel im Rahmen der Pariser Kommune bei Kommunarden wie Louise Michel oder Élisée Reclus) und der Friedensbewegung (Clara Wichmann, Bertha von Suttner, Magnus Schwantje).

### Entwicklung seit dem 20. Jahrhundert
Nachdem sich bereits im 19. Jahrhundert mehrere nationale Vegetarierverbände gebildet hatten, entstand im Jahr 1908 die Internationale Vegetarier-Union als Dachverband. In Deutschland war die Mitgliederzahl des Vegetarierbunds bis zum Jahr 1905 auf 1550 angestiegen, doch zur Zeit der Weimarer Republik war sie stark rückläufig. 1935 löste sich der Bund auf, um seiner geplanten Gleichschaltung durch die Nationalsozialisten zuvorzukommen. Die Genossenschaft Eden hingegen, die sich schon zur Zeit des Ersten Weltkriegs völkischem und rassistischem Gedankengut geöffnet hatte, konnte weiterbestehen. Adolf Hitler wurde von der NS-Propaganda als asketisch lebender Nichtraucher, Vegetarier und Tierfreund dargestellt. Er ernährte sich stark fleischreduziert, wenn auch nicht vollständig fleischlos. Hitlers lakto-vegetarische und Genussmittel vermeidende Diät entsprach dem Konzept von Theodor Hahn. Ebenso wie andere nationalsozialistische Sympathisanten des Vegetarismus war Hitler dabei auch von Wagners Schrift Religion und Kunst beeinflusst, in der Fleischkonsum und Kochen als semitisches, nichtarisches Erbe dargestellt wurde.
In der Schweiz war es der Arzt Maximilian Oskar Bircher-Benner (1867–1939), der eine vegetarische Vollwertkost als Heilmethode vertrat. Das von ihm entwickelte lakto-vegetarische Birchermüesli hat nicht nur bei Vegetariern internationale Verbreitung gefunden. 1946 wurde die Vegetarier-Union Deutschlands gegründet, die zeitweilig (1974–1985) den Namen Bund für Lebenserneuerung trug und nach 1985 Vegetarier-Bund Deutschlands hieß. Seit März 2008 trägt der Verein den Namen Vegetarierbund Deutschland.
Albert Schweitzer setzte sich seit seiner Jugend intensiv mit der ethischen Problematik der Anwendung tödlicher Gewalt gegen Tiere auseinander. Das von ihm entwickelte Prinzip der „Ehrfurcht vor dem Leben“ spielt noch heute in einschlägigen Diskussionen eine Rolle. Er selber ging jedoch erst kurz vor seinem Tod zur vegetarischen Ernährung über. Die Formulierung „Ehrfurcht vor dem Leben“ geht auf den Tierrechtler Magnus Schwantje zurück, einen Schüler von Diefenbach. Ein weiterer prominenter Befürworter des Vegetarismus war Gandhi.
Mitte der 1970er Jahre entstand die Tierrechtsbewegung, als deren Auslöser Peter Singers Buch Animal Liberation gilt.
Die indische Stadt Palitana wurde 2014 zur vegetarischen Stadt erklärt, da dort viele Jains leben.

## Verbreitung
Bei soziologischen Untersuchungen stellen die verschiedenen konkurrierenden Begriffe von Vegetarismus eine Schwierigkeit dar. Forscher stehen vor der Wahl, entweder mit selbst gesetzten Definitionen zu arbeiten und in ihren Kategorisierungen den Selbstbezeichnungen der Befragten zu widersprechen, oder aber mit den Selbstbezeichnungen der Befragten zu arbeiten und dafür eine relativ große Varianz der Begriffe bis hin zu offenen Widersprüchen in Kauf zu nehmen. Hinzu kommt die Schwierigkeit einer relativ spärlichen Datenlage und die These mancher Soziologen, dass große Teile der Geisteswissenschaften einen anthropozentrischen Begriff von „Gesellschaft“ haben und sich daher schwer tun, die Motivationskomplexe des Vegetarismus nachzuvollziehen und in ihren Forschungen abzubilden.
Zusammenfassend lässt sich sagen, dass einerseits der Pro-Kopf-Konsum von Tierprodukten und insbesondere Fleisch überall auf der Welt in den letzten 50 Jahren gestiegen ist und den Prognosen nach weiter steigen wird, sich andererseits westliche Einstellungen zu „Fleisch“, insbesondere rotem Fleisch, in demselben Zeitraum gewandelt haben. Der Anteil der westlichen Vegetarier an der Gesamtbevölkerung liegt dabei, abhängig von der gewählten Definition, im einstelligen Prozentbereich und steigt seit etwa den 1970er Jahren langsam und stetig. Wesentlich stärker als die Anzahl der Vegetarier sind in diesem Zeitraum ihre „Sichtbarkeit“ und ihr Organisationsgrad gewachsen. Unter den Vegetariern sind etwa doppelt so viele Frauen wie Männer. Im englischsprachigen Raum waren traditionell eher Arbeiter und Angehörige des Mittelstandes Vegetarier; diese Tendenz konnte aber seit etwa der Jahrtausendwende nicht mehr nachgewiesen werden und der Vegetarismus war in allen sozialen Schichten vergleichbar verbreitet.

### Deutschland
Nach der Nationalen Verzehrsstudie von 2007 mit 20.000 Teilnehmern ernährten sich in Deutschland 1,6 % der erwachsenen Bevölkerung (Männer 1 %, Frauen 2,2 %) fleischlos (entweder vegetarisch oder mit Einbeziehung von Fisch). 0,1 % der Studienteilnehmer bezeichneten sich als vegan.
Nach einer Studie des Robert Koch-Instituts (RKI) ernährten sich zwischen 2008 und 2011 rund 4 % der Deutschen vegetarisch.
Die im Juli 2013 veröffentlichte Onlinebefragung der Universitäten Göttingen und Hohenheim ermittelte für Deutschland einen Vegetarieranteil von 3,7 %, Veganer eingeschlossen. Im August 2013 veröffentlichte das Meinungsforschungsinstitut YouGov Zahlen nach denen 6 % der Teilnehmer angaben, in einer „normalen Woche“ kein Fleisch zu essen.
Der Vegetarierbund Deutschland (VEBU) geht seit 2015 davon aus, dass rund 10 % der Bevölkerung in Deutschland Vegetarier sind. Hierbei wurden allerdings auch die sogenannten Flexi-Vegetarier („Flexi-Vegetarier essen zumindest selten Fleisch“) mitgezählt.
2022 gaben in einer repräsentativen Befragung von 6- bis 19-Jährigen in Deutschland 5 % an, sie würden sich vegetarisch ernähren, darin enthalten sind 1 % Veganer.
2023 beziffert eine Forsa-Umfrage die Zahl der Vegetarier und Veganer auf 12 %, 9 % seien Vegetarier und 3 % Veganer.

### Österreich
In einer vom VGT beauftragten Befragung des Wiener Instituts für empirische Sozialforschung (IFES) aus dem Jahr 2013 bezeichneten sich 9 % der Österreicher als Vegetarier oder Veganer, also circa 765.000 Menschen. In der Gruppe der unter 40-Jährigen wurde gar ein Prozentsatz von 17 % Vegetarier oder Veganer ermittelt. Auch leben mehr Frauen als Männer vegetarisch oder vegan.
In einem Bericht der Kronen Zeitung wurde 2017 für Österreich die Zahl von 800.000 Vegetariern genannt. Einer Umfrage von 2018 zufolge ernähren sich rund 10 % der Bevölkerung vegetarisch oder vegan.

### Schweiz
In der Konsumstudie MACH Consumer 2015 bezeichneten sich rund 2,9 % der Schweizer Bevölkerung ab 14 Jahren als Vegetarier, in der Schweiz kurz Vegi genannt.
In der von Swissveg beauftragten Umfrage des Marktforschungsunternehmens DemoSCOPE aus dem Jahr 2020 erklärten sich rund 5,1 % der Teilnehmer aus der Deutschschweiz und der Romandie zu Vegetariern oder Veganern.
2023 gaben 6 % der Befragten einer Studie des Bundesamts für Statistik (BFS) an, nie Fleisch zu essen (Omnibus-Erhebung 2023: Umweltqualität und Umweltverhalten).

### Frankreich
In Frankreich leben etwa zwei Prozent der Menschen vegetarisch und stammen überproportional aus dem Bildungsbürgertum und der Oberschicht. Die Hauptmotivationen französischer Vegetarier sind Annahmen über die Gesundheit vegetarischer Ernährung und ethische Gründe.

### Vereinigtes Königreich

Selbstberichtete Ernährungsgewohnheiten von Briten nach Alter

Daten aus der Zeit der Rationierung von Nahrungsmitteln in England um 1945 lassen auf 100.000 Vegetarier schließen. Laut Gallup-Umfragen bezeichneten sich zwischen 1984 und 1993 im Vereinigten Königreich 2,1 % respektive 4,3 % der Befragten als Vegetarier. Eine Umfrage des Realeat Survey Office von 1995 setzt diesen Trend fort und findet 4,9 % erwachsene Vegetarier. In der Gruppe der 16- bis 25-jährigen Frauen gaben in derselben Umfrage 12,4 % an, Vegetarierinnen zu sein. Die Zahl derjenigen, die „kaum oder kein Fleisch“ konsumierten, sich jedoch nicht als „Vegetarier“ bezeichneten, war bei allen Umfragen etwa doppelt so hoch. Eine Studie der University of Bradford im Auftrag der Vegetarian Society von 1991 befragte rund 1000 Erwachsene sowie 2500 junge Erwachsene (11–18 Jahre) und konnte die These der höheren Affinität von jungen Erwachsenen und insbesondere von jungen Frauen zum Vegetarismus erhärten.

### USA
Eine landesweite Studie des Landwirtschaftsministeriums der Vereinigten Staaten von 1977 bis 1978 fand unter 37.000 Befragten 1,2 % Vegetarier, allerdings gaben manche der Teilnehmer, die sich selbst als Vegetarier bezeichneten, an, selten auch Fische oder Hühner zu essen. Die Vegetarian Ressource Group veröffentlicht seit 1994 alle drei Jahre die Ergebnisse einer landesweiten Umfrage durch das Roper Center in den USA. Dort werden Menschen gefragt, welche Nahrungsmittel sie niemals essen. 1994 befanden die Autoren davon ausgehend 0,3 % bis 1 % der Befragten für Vegetarier. 2009 fanden sie in einer vergleichbaren Umfrage drei Prozent Vegetarier. Wieder war in der Gruppe der Frauen und unter jungen Menschen der Anteil der Vegetarier erheblich höher.

### Indien
In einer Studie von The Hindu-CNN-IBN gaben 40 % der Befragten an, Vegetarier zu sein, darunter überproportional viele Hindus, Frauen und ältere Menschen.
Einer neuen Umfrage zufolge wurde dieser Prozentsatz zu hoch angesetzt, insgesamt sind lediglich 20 % der Inder Vegetarier, wobei in der zentralindischen Millionenstadt Indore ihr Anteil mit 49 % am höchsten ist.

## Organisationen
In Deutschland informiert neben zahlreichen weiteren regionalen und überregionalen Organisationen u. a. der Vegetarierbund Deutschland (VEBU) über die vegetarische Lebensweise. Er gibt die Zeitschrift natürlich vegetarisch heraus und ist in Regionalgruppen organisiert. In der Schweiz besteht der Verein Swissveg. Er gibt die Zeitschrift Veg-Info heraus. In Österreich gibt es die Österreichische Vegetarier Union (ÖVU). Dort kann das vierteljährlich erscheinende Magazin anima gegen eine Spende bestellt werden.
Der Welt-Vegetarier-Tag (1. Oktober) ist ein internationaler Aktionstag; vergleichbar mit dem Weltvegantag (1. November). Ersterer wurde am Welt-Vegetarier-Kongress in Schottland 1977 von der North American Vegetarian Society eingeführt, inzwischen gilt die Zeit zwischen den beiden Daten als Vegetarian Awareness Month (etwa: ‚Bewusstsein für Vegetarier-Monat‘).
Ein regelmäßigerer Aktionstag ist der Veggiday, ein vegetarischer Tag vorwiegend in öffentlichen Einrichtungen, mit dem der Fleischkonsum reduziert werden soll.
Die Europäische Vegetarier-Union (EVU) ist eine Dachorganisation für vegetarische Vereine und Gruppen in Europa und arbeitet in den Bereichen Vegetarismus, Ernährung, Gesundheit, Verbraucherschutz, Kampf gegen den Hunger in der Welt, Tierrechte, Ökologie und allgemeine Information. Die Internationale Vegetarier-Union (IVU) ist eine gemeinnützige Organisation mit dem Ziel, den Vegetarismus weltweit zu fördern.

## Gastronomie

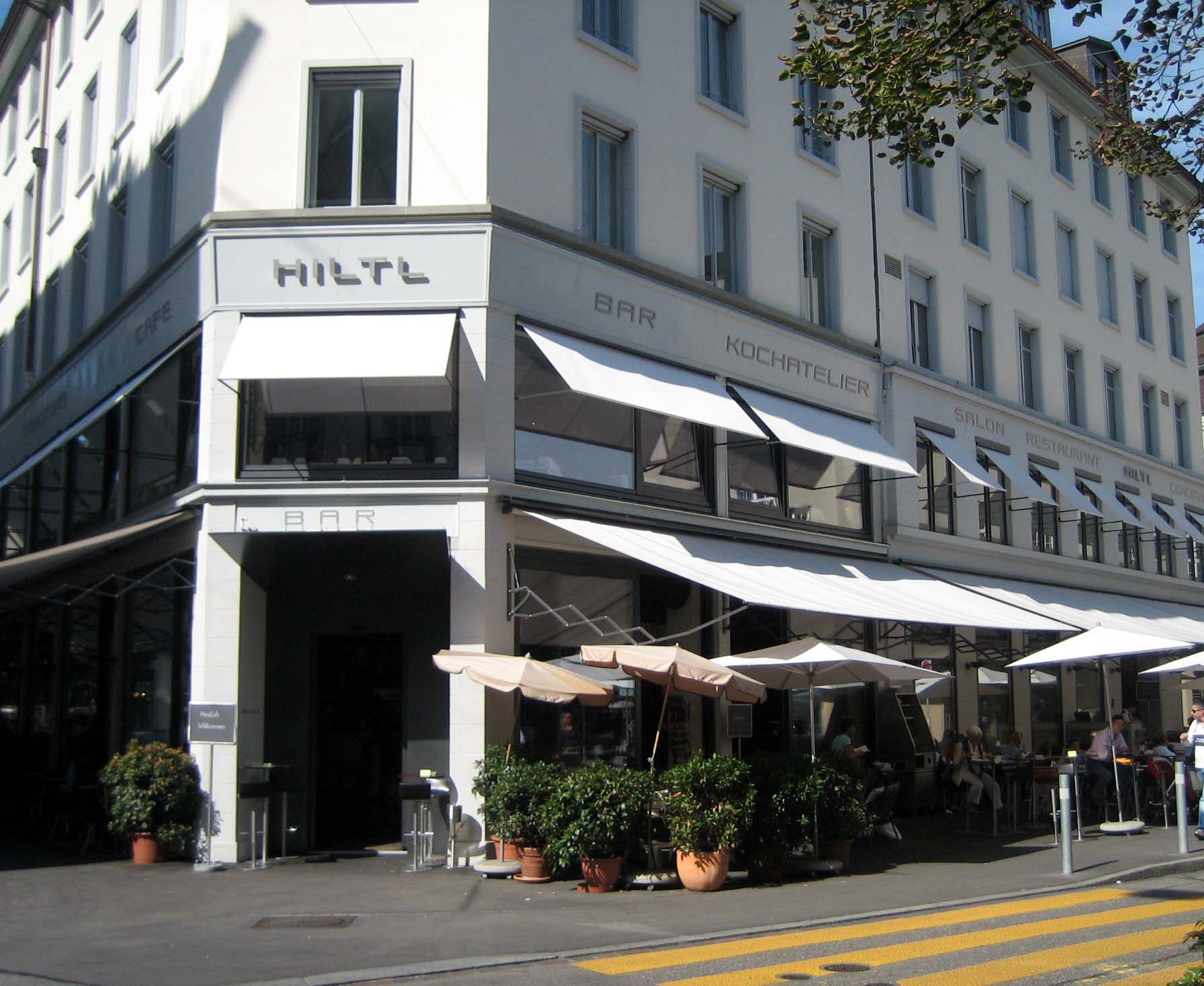
Das Restaurant Hiltl in Zürich

Das Restaurant Hiltl in Zürich existiert seit 1897 und ist damit das älteste vegetarische Restaurant der Welt.

### Sternerestaurants
Seit 2013 wird das Restaurant Tian in Wien unter Paul Ivic mit einem Michelinstern ausgezeichnet, seit 2017 das Restaurant Cookies Cream in Berlin unter Stephan Hentschel. Seit 2019 ist das Restaurant Seven Swans in Frankfurt am Main das erste vegane Sternerestaurant.
Das Zwei-Sterne-Restaurant Lafleur in Frankfurt am Main unter Andreas Krolik bietet seit mehreren Jahren vegane Menüs an.

### Betriebsgastronomie
Das amerikanische Unternehmen WeWork, das auch Büros in Deutschland betreibt, serviert seit 2018 bei Veranstaltungen, die in eigenen Gebäuden stattfinden, kein Fleisch mehr. Es werden zudem keine Auslagen für nicht-vegetarische Gerichte erstattet.

### Vegetarische Schnellrestaurants
Eine bereits seit Ende des 19. Jhs. verbreitete Form vegetarischer Gastronomie waren in Polen, zum Teil bis heute weiter betrieben, dessen sogenannte „Milchbars“, in denen bis zur Wende auch ein fast ausschließlich ovo-lacto-vegetarisches, zudem laufend frisch vor Ort zubereitetes und damit fast ohne Wartezeit erhältliches Angebot an Speisen und Getränken herrschte, das so ein quasi vegetarisches Pendant dessen war und teilweise immer noch ist, was heute mit dem Begriff Fast Food und seinen Schattenseiten assoziiert wird.

## Kennzeichnung vegetarischer Produkte
Manche Fertigprodukte und verarbeitete Nahrungsmittel enthalten nicht-vegetarische Bestandteile wie Gelatine und Lab. Zur Kennzeichnung vegetarischer Produkte werden unterschiedliche Erkennungssymbole verwendet. Neben zahlreichen internationalen und nationalen Kennzeichnungskonzepten hat auch die Europäische Vegetarier-Union ein Label eingeführt, das V-Label, mit dem für Vegetarier geeignete Produkte und Dienstleistungen gekennzeichnet werden können.

Kennzeichnung veganer Lebensmittel und Produkte weltweit mit Schwerpunkt Europa
Pflichtkennzeichnung in Indien, links für vegetarische, rechts für nichtvegetarische Produkte
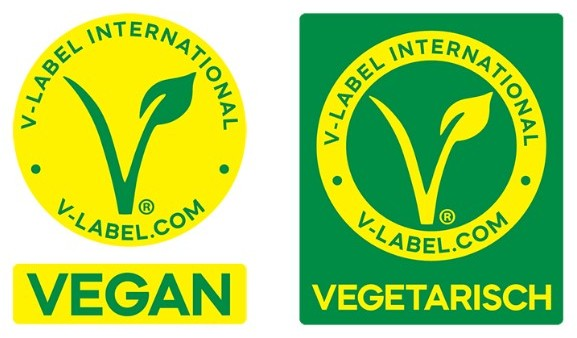
Rechts das V-Label für vegetarische Speisen

## Vegetarische Haustierhaltung
Es kommt vor, dass vegetarisch lebende Hunde- und Katzenhalter gängiges Tierfutter ablehnen und ihre Haustiere fleischlos ernähren. Laut PETA Deutschland ernähren viele Vegetarier und Veganer ihre Haustiere mit fleischloser Kost.
Nach wissenschaftlichem Kenntnisstand ist eine ovo-lacto-vegetarische Ernährung für gesunde erwachsene Katzen vertretbar, aber anspruchsvoll.
Für Hunde könnte man unter Umständen eine „abwechslungsreiche Ernährung aus Milch- und Eiprodukten, Gemüse, Reis und Teigwaren“ zusammenstellen. Aus wissenschaftlichen Feldstudien ließe sich ableiten, dass es grundsätzlich möglich sei, einen Hund vegetarisch zu ernähren. Damit es jedoch auf lange Sicht nicht zu Fehlernährungen komme, müsse die Zusammensetzung des Futters den Energie- und Proteinbedarf sowie den Bedarf an allen Mineralstoffen und Vitaminen decken. Die Inhaltsstoffe müssten in einem ausgewogenen Verhältnis zueinander stehen. Es seien sonst langfristig schwere gesundheitliche Folgen zu befürchten, wie zum Beispiel Knochenabbau wegen Calciummangels. Der Tierschutzbund empfiehlt, das Verhalten des Hundes und seine Abstammung nicht außer Acht zu lassen. Der Hund sei ein Carnivore und fresse gerne Fleisch. Bei der Ernährung sollte nicht ganz auf die Verfütterung von Fleisch verzichtet werden. Es sei aber nichts dagegen einzuwenden, wenn der Hund zwischendurch einmal vegetarisch ernährt wird.

## Dokumentarfilme
- Earthlings (2005, kommentiert von Joaquín Phoenix und mit Musik von Moby)
- Devour the Earth (YouTube) Dokumentation der englischen Vegetarierorganisation (VSUK) aus dem Jahre 1995, kommentiert von Paul McCartney (mit Untertiteln)
- Quarks & Caspers: Vegetarier – 7 Dinge, die Sie wissen sollten, WDR vom 8. April 2014